# Tarbosaurus bataar
Tarbosaurus bataar es la única especie conocida del género Tarbosaurus (gr. "reptil alarmante") de dinosaurio terópodo tiranosáurido, que vivió a finales del período Cretácico, hace aproximadamente entre 70,6 y 68,5 millones, en el Maastrichtiense, en lo que hoy es Asia. Los fósiles se han recuperado en Mongolia, con más restos fragmentarios encontrados muy lejos, en partes de China. Aunque se hayan nombrado muchas especies, los paleontólogos modernos reconocen solamente una, Tarbosaurus bataar, como válido. Algunos expertos afirman que esta especie es realmente un representante asiático del género norteamericano Tyrannosaurus, si es cierto, esto invalidaría el género Tarbosaurus en conjunto.
Tarbosaurus y Tyrannosaurus se consideran géneros estrechamente vinculados, incluso si no son sinónimos. Alioramus, también de Mongolia, es visto por algunos expertos como el pariente más cercano de Tarbosaurus, ha sido previamente considerado por algunas autoridades como el pariente más cercano de Tarbosaurus, aunque esto ha sido refutado desde entonces con el descubrimiento de Qianzhousaurus y la descripción de los Alioramini. Como la mayoría de los tiranosáuridos conocidos, Tarbosaurus era un carnívoro bípedo grande, pesando más de una tonelada y equipado de docenas de grandes y agudos dientes. Medía aproximadamente 10 metros de largo, 3  de altura de la cadera y pesaba hasta 4,5 toneladas métricas de masa corporal. Tuvo un mecanismo de bloqueo único en su mandíbula inferior y el tamaño de los miembros superiores en relación con del cuerpo es el más pequeño de todos los tiránosauridos, con desproporcionados minúsculos brazos, de solo dos dedos.
Tarbosaurus vivió en un terreno aluvional húmedo surcado por los canales de ríos. En este ambiente, era el superpredador en el extremo de la cadena alimentaria, cazando probablemente en otros dinosaurios grandes como el hadrosáurido Saurolophus o el saurópodo Nemegtosaurus. Tarbosaurus está muy bien representado en el registro fósil, siendo conocido por docenas de especímenes, incluyendo varios cráneos y esqueletos completos. Estos restos han permitido estudios científicos que se centran en su filogenia, mecánicos del cráneo, y estructura del cerebro.

## Descripción

Comparación de tamaño de especímenes que representan varias etapas de crecimiento y un Homo sapiens.

Aunque más pequeño que Tyrannosaurus, Tarbosaurus era uno de los tiranosáuridos más grandes, con el individuo completamente desarrollado más grande que medía aproximadamente entre 10 a 12 metros de largo, 3 de altura de la cadera y pesaba hasta 4,3 a 4,5 toneladas en masa corporal, basado en la circunferencia de la tibia y el fémur y el análisis volumétrico. El peso de un ejemplar completamente desarrollado jamás se ha publicado, aunque se considera comparable o un poco menor a la de Tyrannosaurus.

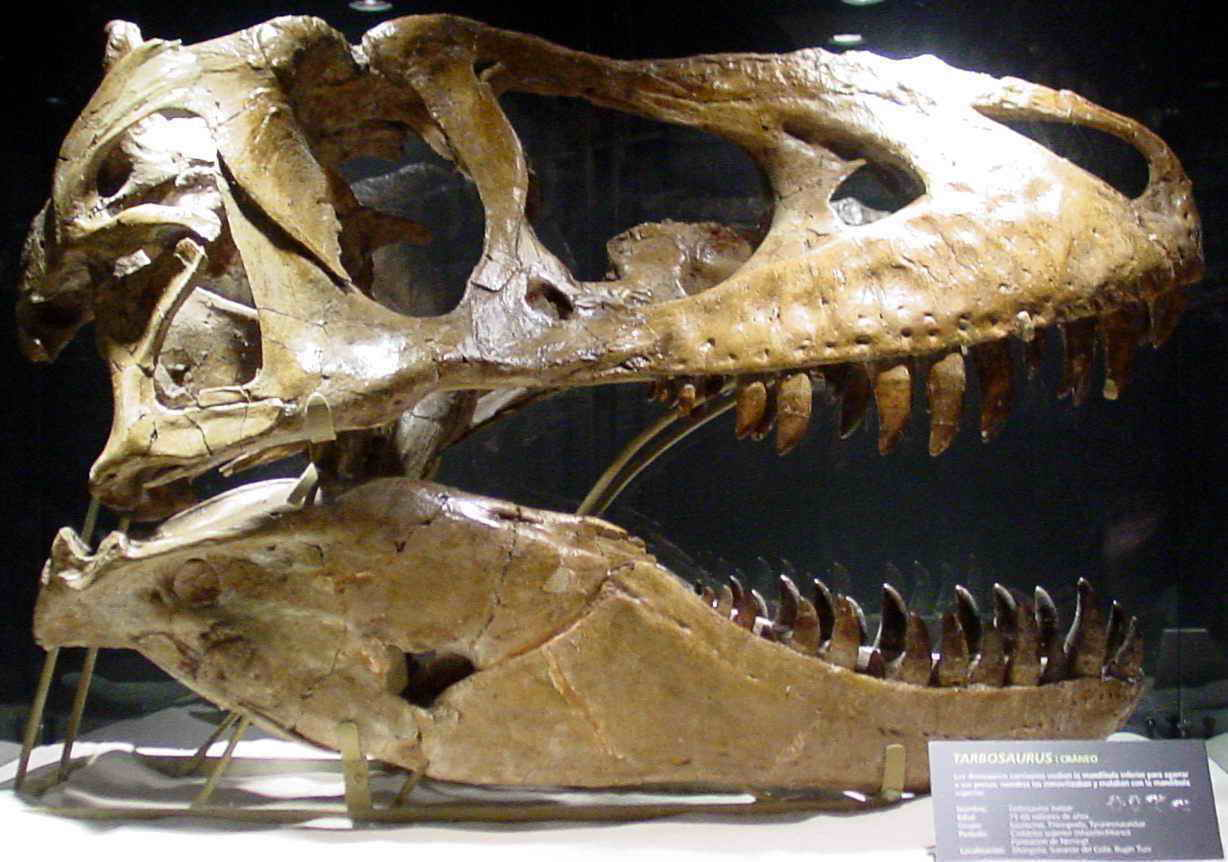
Cráneo reconstruido de Tarbosaurus.

El cráneo más largo de Tarbosaurus es de más de 1,3 metros de largo, más que los otros tiranosáuridos excepto Tyrannosaurus. El cráneo es alto, como el de Tyrannosaurus, pero no tan ancho, especialmente hacia la parte posterior. La falta de expansión de la parte trasera del cráneo de Tarbosaurus hace que los ojos no miren directamente hacia adelante, sugiriendo que no poseía el mismo campo de visión binocular de Tyrannosaurus. Grandes fenestras (aberturas) en el cráneo reducían su peso. Entre 60 y 64 dientes se alineaban en sus mandíbulas, ligeramente más que en Tyrannosaurus pero menos que en los pequeños tiranosáuridos como Gorgosaurus y Alioramus. La mayoría de estos dientes tenían una sección de corte en forma oval, aunque los dientes del premaxilar en el extremo de la mandíbula superior tenían una sección en forma de D. Esta heterodoncia es característica de su familia. El diente más largo se encontraba en el maxilar, hueso que forma la mayor parte de la quijada superior que tenía una corona de más de 85 milímetros. En la mandíbula inferior, un borde de la superficie externa del hueso angular articula con la parte posterior del dentario, creando un mecanismo de trabado de la mandíbula inferior únicamente visto en Tarbosaurus y Alioramus. Otros tiranosáuridos carecieron este canto y tenían más flexibilidad en la mandíbula inferior.
Los tiranosáuridos variaban muy poco en la forma general del cuerpo, y Tarbosaurus no era la excepción. La cabeza era soportada por un cuello con forma de S, mientras que el resto de la columna vertebral, incluyendo la larga cola, era sostenida horizontalmente. Tarbosaurus tenía miembros anteriores minúsculos, con dos dedos, que eran más pequeños en comparación a su tamaño de cuerpo que los de cualquier otro miembro de su familia. Las manos tenían dos dedos con garras cada una, con un tercer metacarpiano adicional sin garras encontrado en algunos especímenes, similar a géneros estrechamente relacionados. Holtz ha sugerido que Tarbosaurus también tiene una reducción terópoda de los dedos IV-I "más desarrollados" que en otros tiranosáuridos, como el segundo metacarpiano en especímenes de Tarbosaurus que estudió es menos del doble de la longitud del primer metacarpiano, otros tiranosáuridos tienen un segundo metacarpiano de aproximadamente el doble de la longitud del primer metacarpiano. Además, el tercer metacarpiano en Tarbosaurus es proporcionalmente más corto que en otros tiranosáuridos, en otros tiranosáuridos, como Albertosaurus y Daspletosaurus, el tercer metacarpiano suele ser más largo que el primero, mientras que en los especímenes de Tarbosaurus estudiados por Holtz, el tercer metacarpiano es más corto que el primero.  En cambio, los miembros posteriores que pisaban con la punta de los tres dedos del pie eran largos y gruesos, manteniendo el cuerpo en una postura bípeda. La cola, larga y pesada sirvió como contrapeso a la cabeza y al torso y colocaba el centro de gravedad sobre las caderas.

## Descubrimiento e investigación

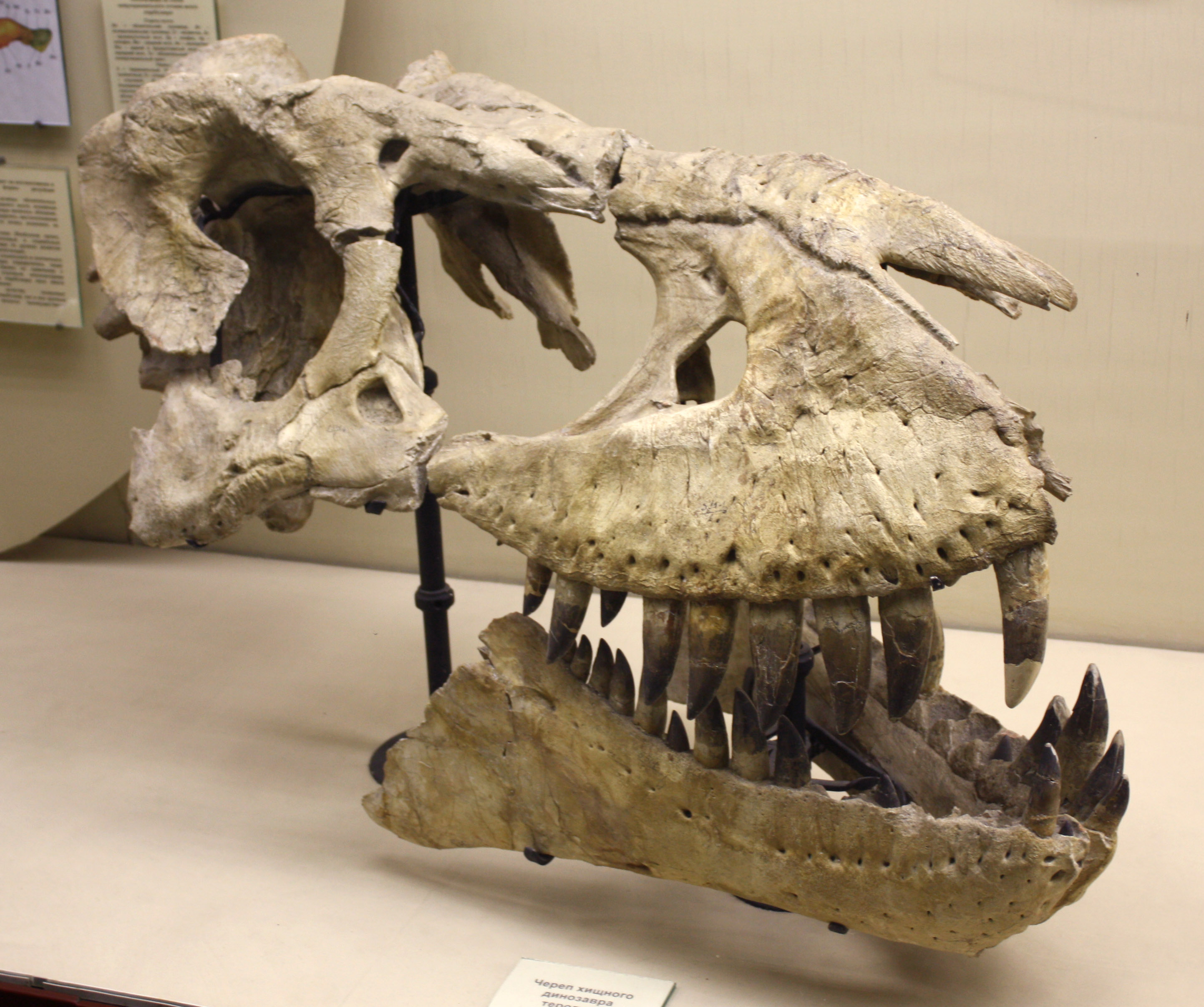
Cráneo holotipo PIN 551-1, Museo Orlov de Paleontología, Moscú

En 1946, un expedición conjunta mongola-soviética al desierto de Gobi en la provincia mongola de Ömnögovi regresó con un enorme cráneo de terópodo y algunas vértebras de la Formación Nemegt. En 1955, Evgeny Maleev, un paleontólogo ruso, hizo de estos especímenes el holotipo, PIN 551-1 de una nueva especie a la que llamó Tyrannosaurus bataar. El nombre específico proviene del mongol баатар/baatar, "héroe". Ese mismo año, Maleev describió y nombró tres nuevos cráneos de terópodos, cada uno asociado a restos esqueléticos descubiertos en la misma expedición entre 1948 y 1949. El primero de estos, PIN 551-2 fue llamado Tarbosaurus efremovi, con un nuevo nombre genérico que deriva del griego antiguo ταρβος, tarbos, "terror", "alarma", "temor", o "reverencia" y σαυρος, sauros, "lagarto", con la especie nombrada en honor a Iván Yefrémov, un paleontólogo ruso y autor de ciencia ficción. Los otros dos, PIN 553-1 y PIN 552-2 fueron nombrados como nuevas especies del género norteamericano Gorgosaurus, G. lancinator y G. novojilovi, respectivamente. Estos tres especímenes eran más pequeños que el primero.

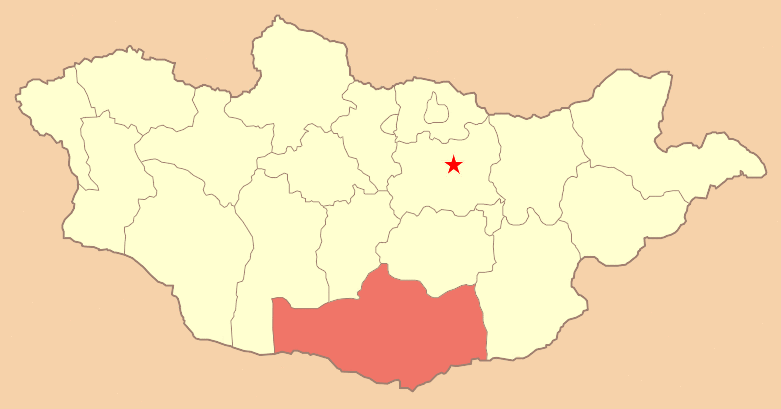
La provincia de Ömnögovi, lugar donde la mayoría de los restos de Tarbosaurus han sido recobrados.

En un trabajo de 1965 de A.K. Rozhdestvensky reconoció que todos los ejemplares de Maleev eran individuos de distintas edades de la misma especie, que él creía que era distinta al género norteamericano Tyrannosaurus. Por eso creó una nueva combinación, Tarbosaurus bataar, para incluir a todos los ejemplares descritos en 1955 y el mejor y más nuevo material. Posteriores autores, incluyendo al mismo Maleev, apoyaron el análisis de Rozhdestvensky aunque algunos usaron el nombre Tarbosaurus efremovi antes que T. bataar. El paleontólogo estadounidense Kenneth Carpenter reexaminó el material en 1992. concluyendo que pertenecían al género Tyrannosaurus, como originalmente había publicado Maleev, y colocó a todos los especímenes en Tyrannosaurus bataar exceptos por los restos que Maleev nombrara Gorgosaurus novojilovi. Carpenter pensó que este espécimen representaba un género separado, más pequeño de tiranosáurido, que llamó Maleevosaurus novojilovi. George Olshevsky creó el nombre genérico Jenghizkhan, por Genghis Khan, para Tyrannosaurus bataar en 1995, donde él reconoció que Tarbosaurus efremovi y Maleevosaurus novojilovi, eran un total de tres géneros distintos y contemporáneos de la Formación Nemegt. En 1999 estudios subsecuentes clasificaron a Maleevosaurus como un Tarbosaurus juvenil. Todas las publicaciones desde 1999 reconocen solo una especie, que es llamada Tarbosaurus bataar o Tyrannosaurus bataar.

Fósiles de Tarbosaurus que fueron contrabandeados a los EE. UU. y posteriormente devueltos a Mongolia, en Nueva York.

Después de la expedición ruso-mongola de la década de 1940, una expedición Polaco-Mongola al desierto de Gobi comenzó en 1963 y continuó hasta 1971, recogiendo gran cantidad de fósiles incluyendo nuevos ejemplares de Tarbosaurus de la Formación Nemegt. Expediciones organizadas entre científicos japoneses y mongoles entre 1993 y 1998, así como las expediciones privadas financiadas por el paleontólogo canadiense Phil Currie alrededor de principios del siglo XXI, han descubierto y recogido nuevo material de Tarbosaurus. Más de 30 especímenes son conocidos, incluyendo más de cráneos y varios esqueletos postcraneales completos.

### Especímenes devueltos
Los fósiles de Tarbosaurus solo se encuentran alrededor del desierto de Gobi de Mongolia y China, los cuales prohíben su exportación, aunque algunos especímenes han sido saqueados por coleccionistas privados. Se descubrió un trato de contrabando de $ 1 millón cuando se levantaron sospechas sobre un catálogo publicado por Heritage Auctions para un evento en la ciudad de Nueva York el 20 de mayo de 2012. Según la ley de Mongolia, cualquier espécimen encontrado en el desierto de Gobi debía descansar en una institución mongola apropiada y había pocas dudas razonables de que el Tarbosaurus bataar anunciado en el catálogo era robado. El presidente de Mongolia y muchos paleontólogos objetaron la venta, lo que llevó a una investigación de última hora que confirmó que se trataba de un espécimen que solo se puede encontrar en el desierto de Gobi y que pertenece legítimamente a Mongolia. Durante el caso judicial, Eric Prokopi, el contrabandista, se declaró culpable de contrabando ilegal y el dinosaurio fue devuelto a Mongolia en 2013, donde se exhibe temporalmente en la Plaza Sükhbaatar, el centro de la ciudad de Ulán Bator. Prokopi había vendido el dinosaurio con un socio y compañero cazador comercial en Inglaterra, Christopher Moore. El caso condujo a la repatriación de docenas más de dinosaurios mongoles, incluidos varios esqueletos de Tarbosaurus bataar.

### Posiblessinónimos

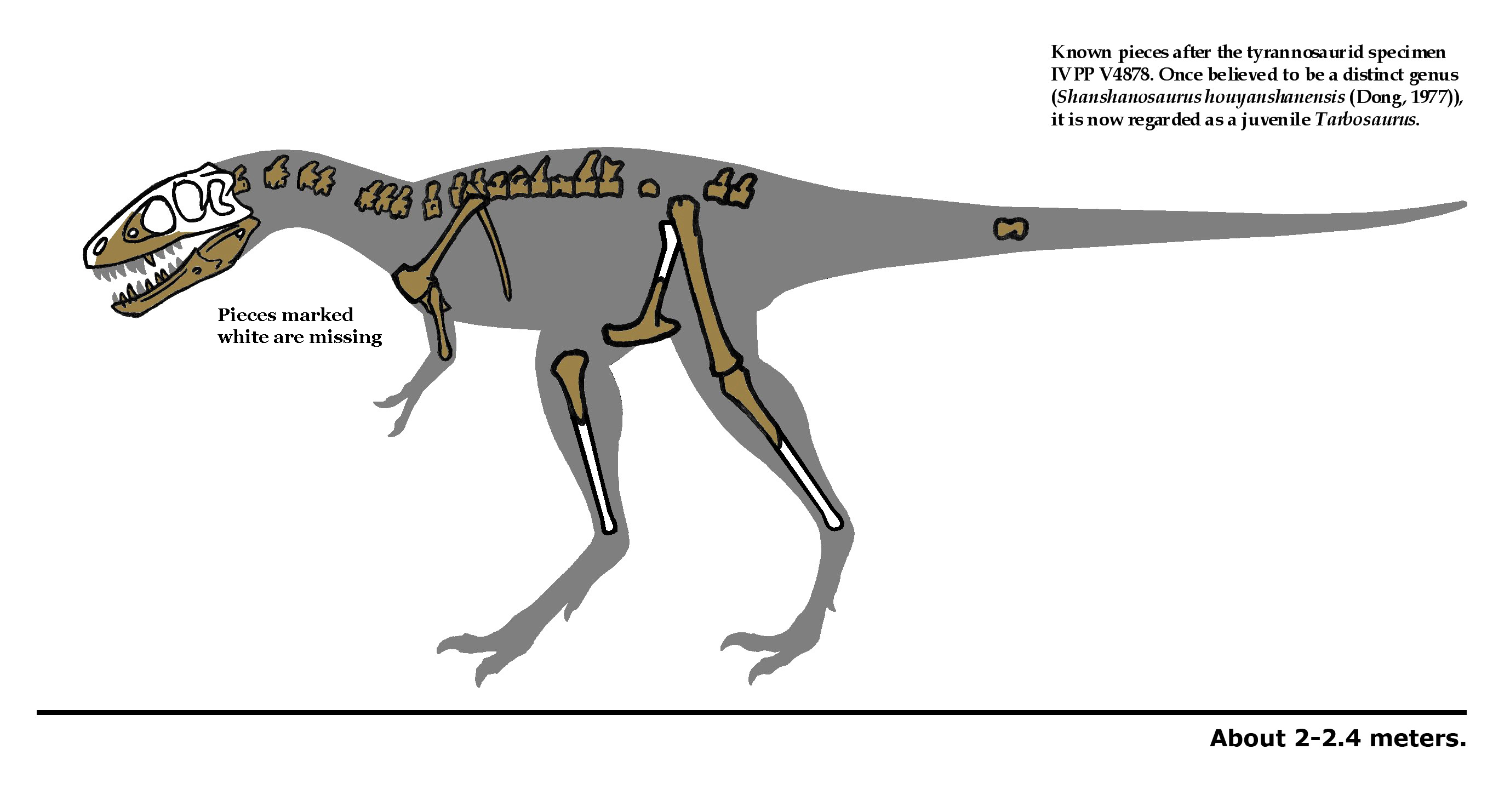
Diagrama de los restos de IVPP V4878, descrito como Shanshanosaurus huoyanshanensis.

Paleontólogos chinos descubrieron un cráneo y un esqueleto parcial de un pequeño terópodo (IVPP V4878) en la región autónoma de Xinjiang, China a mediados de los años de 1970. En 1977, Dong Zhiming describió este espécimen, que fue recuperado de Formación Subashi, como un nuevo género y especie, Shanshanosaurus huoyanshanensis. Gregory Paul reconoció a Shanshanosaurus como un tiranosáurido en 1988, refiriéndolo al actualmente difunto género Aublysodon. Dong y Currie posteriormente reexaminaron el espécimen y juzgaron que se trataba de un individuo joven de una especie más grande de tiranosáurido. Estos autores se abstuvieron de asignarlo a cualquier género particular pero sugirieron a Tarbosaurus como posibilidad.
Durante muchos años, en otros lugares de China se han encontrado dientes de tiranosáuridos y restos fragmentarios, a muchos de los cuales se les han dado nombres como Albertosaurus periculosis, Tyrannosaurus luanchuanensis, Tyrannosaurus turpanensis y Chingkankousaurus fragilis que a menudo se los consideran sinónimos de Tarbosaurus.
Nombrado en 1976 por Sergei Kurzanov, Alioramus es otro género de sedimentos ligeramente más viejos de Mongolia. Varios análisis han concluido que Alioramus es el pariente más cercano de Tarbosaurus. Fue descrito como un adulto, pero su cráneo largo y bajo es característico de un tiranosáurido joven. Esto llevó a Currie a especular que Alioramus puede representar un ejemplar juvenil de Tarbosaurus, pero observó que el número de dientes y la fila mucho más altas de crestas encima del hocico sugieren otra cosa.

### Impresiones de piel y huellas

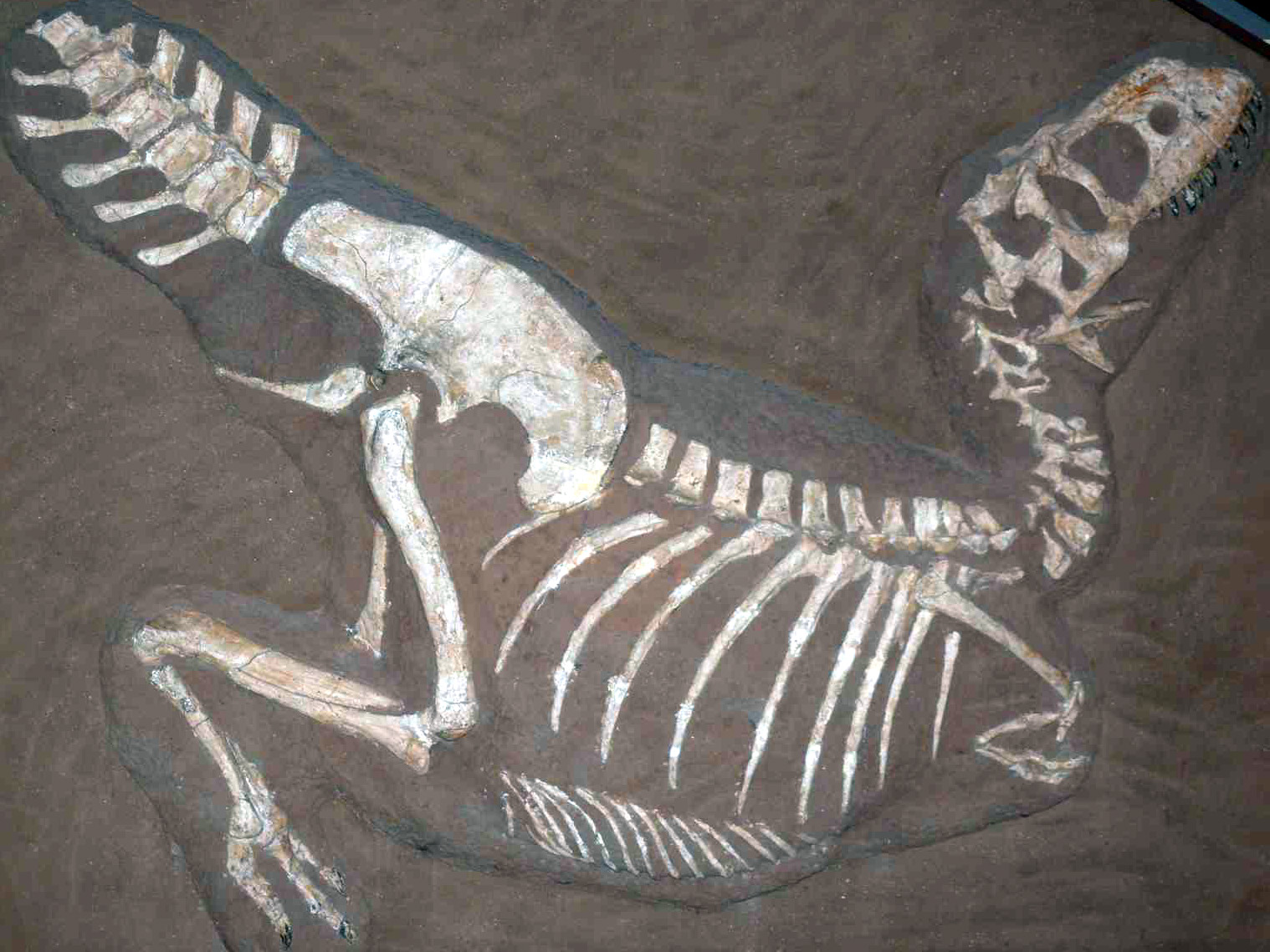
En el Museo Westfaliano de Historia Natural (Münster, Alemania), molde en yeso del holotipo de Gorgosaurus lancinator (obsérvese la postura opistotónica: en). El espécimen original, con número de inventario PIN 553-1, está conservado en Moscú en el Museo Orlov de Paleontología.

Se recuperaron impresiones de piel de un gran esqueleto en la localidad de Bugiin Tsav que posteriormente fue destruido por cazadores furtivos. Estas impresiones muestran escamas no superpuestas con un diámetro promedio de 2,4 milímetros y pertenecen a la región torácica del individuo, aunque ya no se puede evaluar la posición exacta debido a la destrucción del esqueleto.
Phil Currie y sus colegas en 2003 describieron dos huellas de la localidad de Nemegt que probablemente pertenecen a Tarbosaurus. Estas pistas representan moldes naturales, lo que significa que solo se conserva el relleno arenoso de las pistas y no las pistas en sí. La pista mejor conservada presenta impresiones de piel sobre grandes áreas sobre y detrás de las impresiones de los dedos del pie que son similares a las descubiertas en Bugiin Tsav; también presenta marcas de deslizamiento paralelas verticales que fueron dejadas por escamas cuando el pie fue empujado hacia el suelo. La pista mide 61 centímetros de largo, lo que representa a un individuo grande. La segunda pista, aunque aún más grande, fue afectada por la erosión y no muestra ningún detalle.
En 1997, Kenneth Carpenter informó sobre un cráneo de Tarbosaurus dañado con impresiones de una papada o una bolsa en la garganta debajo de las mandíbulas inferiores, según una comunicación personal de Konstantin Mikhailov. Carpenter especuló que la bolsa pudo haber sido utilizada para exhibición, posiblemente siendo de colores brillantes e inflable como la de un pájaro fragata. En una comunicación de 2019 a Mickey Mortimer, Mikhailov confirmó que este espécimen no había sido recolectado debido a que estaba sobre una losa de piedra pesada. Reveló que había sido descubierto por Sergei Kurzanov y que fue Kurzanov quien originalmente interpretó las impresiones como una estructura de garganta. Este espécimen puede ser el mismo que supuestamente fue destruido por cazadores furtivos en 1992.

## Clasificación
Tarbosaurus es clasificado como un Theropoda en la subfamilia Tyrannosaurinae dentro de la familia Tyrannosauridae. Otros miembros son Tyrannosaurus y al temprano Daspletosaurus, ambos del América del Norte, y al posible género mongol Alioramus. los animales de esta subfamilia están más estrechamente vinculados a Tyrannosaurus que a Albertosaurus y se reconocen por su estructura robusta con cráneos proporcionalmente más grandes y fémures más largo que en la otra subfamilia, Albertosaurinae.
Tarbosaurus bataar fue originalmente descrito como una especie de Tyrannosaurus, una posibilidad que ha sido apoyada por estudios más recientes. Otros prefieren mantener los géneros separados, pero los reconocen como taxones hermanos.
 Un estudio cladístico de 2003 basado en las características del cráneo reconoce a Alioramus como el pariente conocido más cercano a Tarbosaurus, pues los dos géneros comparten las características del cráneo que se relacionan con la distribución de la tensiones y que no se encuentran en otros tiranosaurinos. Esto probaría la imposibilidad de que Tarbosaurus sea un sinónimo de Tyrannosaurus y esto sugeriría que linajes separados de tiranosaurinos se desarrollaron en Asia y Norteamérica por separado. El primer espécimen de Alioramus, muestra características juveniles, pero no es un Tarbosaurus juvenil debido a que tiene más dientes, 76 a 78 dientes y una distintiva línea de nódulos óseos sobre el hocico.
El descubrimiento de Lythronax argestes, un tiranosaurino mucho más antiguo, revela aún más la estrecha relación entre Tyrannosaurus y Tarbosaurus y se descubrió que Lythronax es un taxón hermano de un clado que consiste en el género Campaniense Zhuchengtyrannus y los géneros Maastrichtiense Tyrannosaurus y Tarbosaurus. Otros estudios de Lythronax también sugieren que los tiranosauroides asiáticos fueron parte de una radiación evolutiva.

### Filogenia

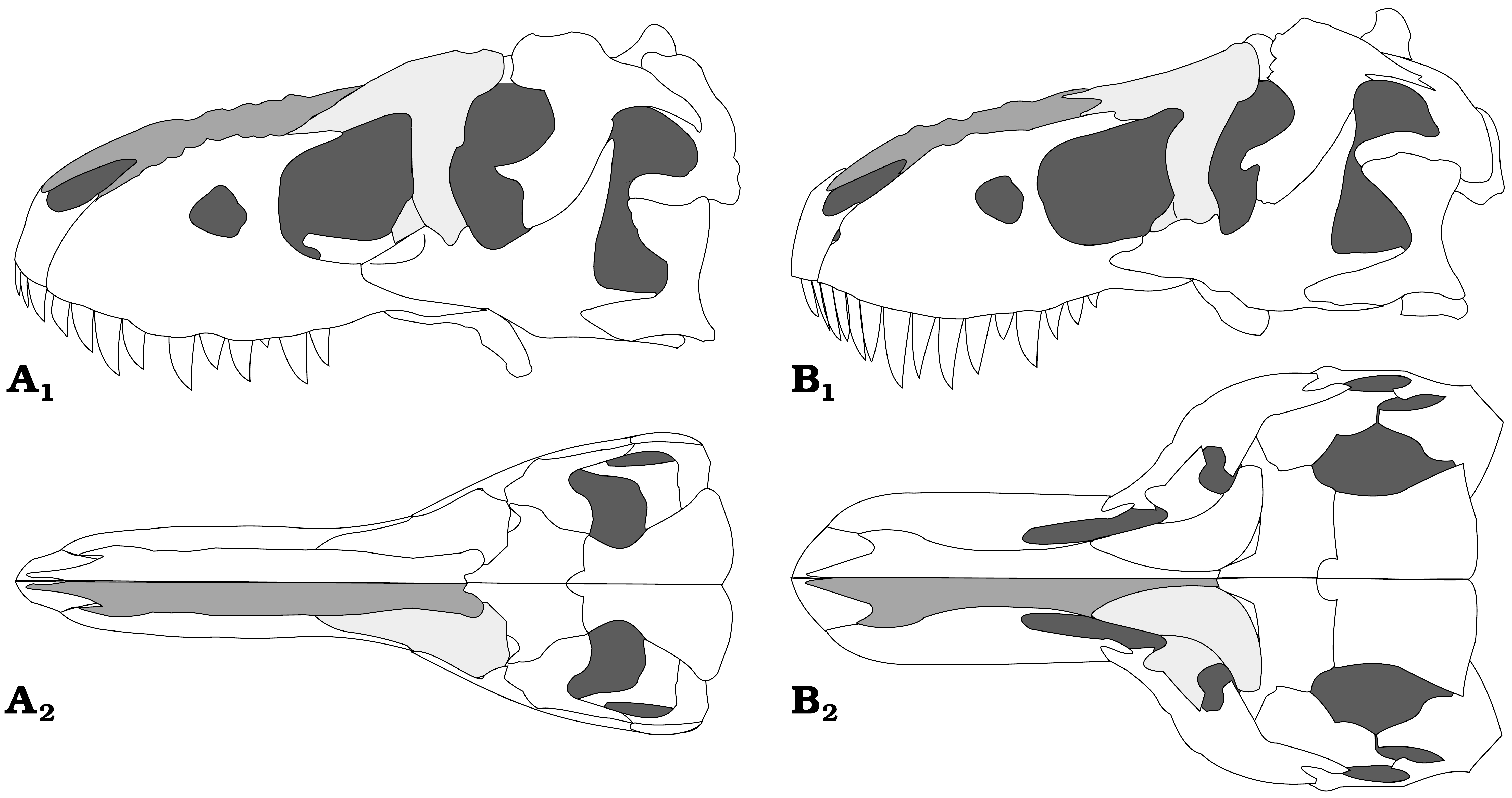
Diagrama mostrando las diferencias generales entre los cráneos de Tarbosaurus (A) and Tyrannosaurus (B)

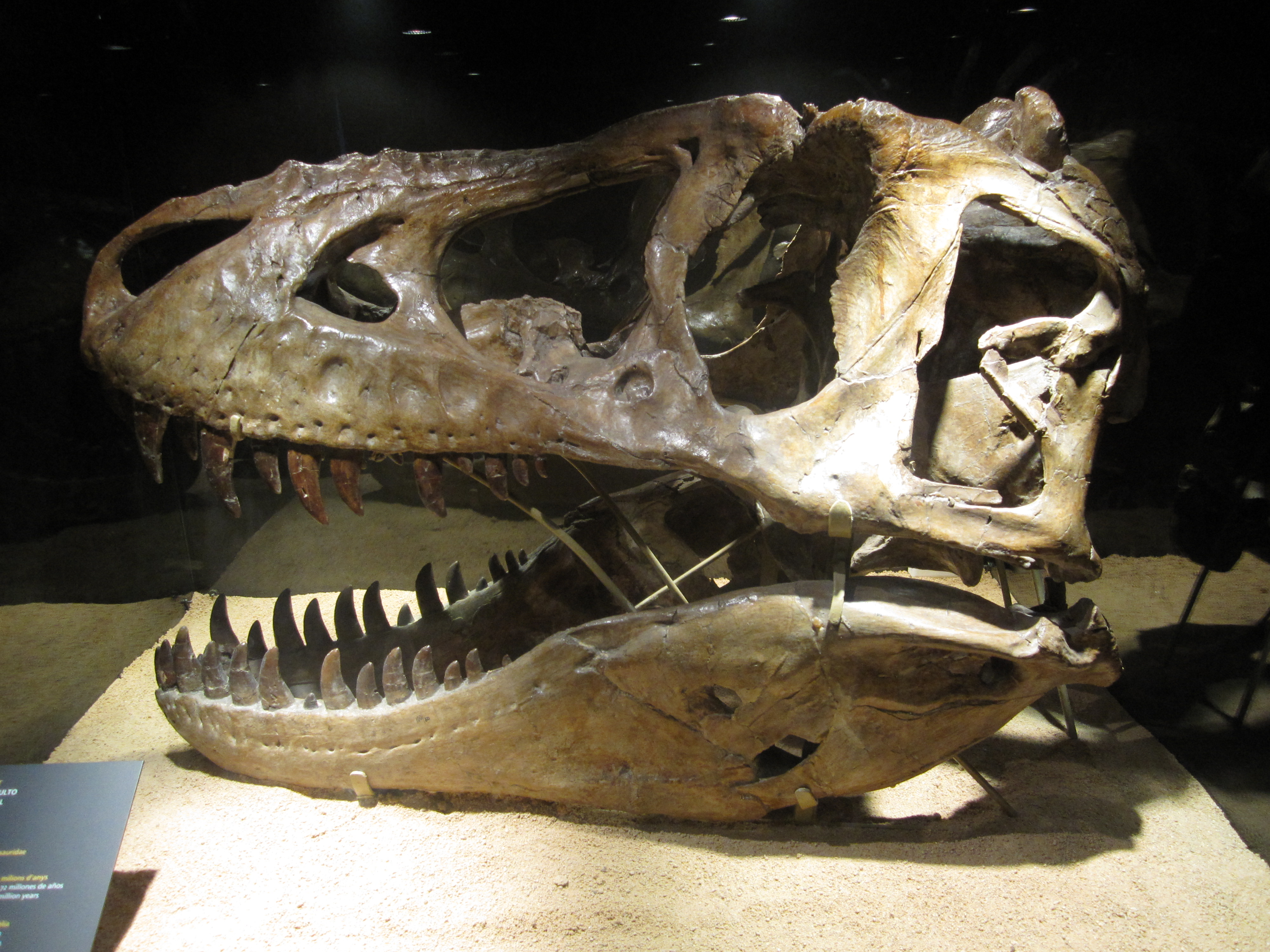
Cráneo de Tarbosaurus, expuesto en CosmoCaixa Barcelona, en la exposición: "Dinosaurios del Gobi".

A continuación se muestra el cladograma de Tyrannosauridae basado en el análisis filogenético realizado por Loewen et al. en 2013.
|  | Gorgosaurus libratus      |
|  |                           |
|  | Albertosaurus sarcophagus |
|  |                           |

|  | Tyrannosaurus rex                                                              |
|  |                                                                                |
|  | \| \| Tarbosaurus bataar \| \| \| \| \| \| Zhuchengtyrannus magnus \| \| \| \| |
|  |                                                                                |
|  | Tarbosaurus bataar                                                             |
|  |                                                                                |
|  | Zhuchengtyrannus magnus                                                        |
|  |                                                                                |

|  | Tarbosaurus bataar      |
|  |                         |
|  | Zhuchengtyrannus magnus |
|  |                         |

|  | Tyrannosaurus rex                                                              |
|  |                                                                                |
|  | \| \| Tarbosaurus bataar \| \| \| \| \| \| Zhuchengtyrannus magnus \| \| \| \| |
|  |                                                                                |
|  | Tarbosaurus bataar                                                             |
|  |                                                                                |
|  | Zhuchengtyrannus magnus                                                        |
|  |                                                                                |

|  | Tarbosaurus bataar      |
|  |                         |
|  | Zhuchengtyrannus magnus |
|  |                         |

|  | Tyrannosaurus rex                                                              |
|  |                                                                                |
|  | \| \| Tarbosaurus bataar \| \| \| \| \| \| Zhuchengtyrannus magnus \| \| \| \| |
|  |                                                                                |
|  | Tarbosaurus bataar                                                             |
|  |                                                                                |
|  | Zhuchengtyrannus magnus                                                        |
|  |                                                                                |

|  | Tarbosaurus bataar      |
|  |                         |
|  | Zhuchengtyrannus magnus |
|  |                         |

|  | Tyrannosaurus rex                                                              |
|  |                                                                                |
|  | \| \| Tarbosaurus bataar \| \| \| \| \| \| Zhuchengtyrannus magnus \| \| \| \| |
|  |                                                                                |
|  | Tarbosaurus bataar                                                             |
|  |                                                                                |
|  | Zhuchengtyrannus magnus                                                        |
|  |                                                                                |

|  | Tarbosaurus bataar      |
|  |                         |
|  | Zhuchengtyrannus magnus |
|  |                         |

|  | Tyrannosaurus rex                                                              |
|  |                                                                                |
|  | \| \| Tarbosaurus bataar \| \| \| \| \| \| Zhuchengtyrannus magnus \| \| \| \| |
|  |                                                                                |
|  | Tarbosaurus bataar                                                             |
|  |                                                                                |
|  | Zhuchengtyrannus magnus                                                        |
|  |                                                                                |

|  | Tarbosaurus bataar      |
|  |                         |
|  | Zhuchengtyrannus magnus |
|  |                         |

|  | Tyrannosaurus rex                                                              |
|  |                                                                                |
|  | \| \| Tarbosaurus bataar \| \| \| \| \| \| Zhuchengtyrannus magnus \| \| \| \| |
|  |                                                                                |
|  | Tarbosaurus bataar                                                             |
|  |                                                                                |
|  | Zhuchengtyrannus magnus                                                        |
|  |                                                                                |

|  | Tarbosaurus bataar      |
|  |                         |
|  | Zhuchengtyrannus magnus |
|  |                         |

|  | Tyrannosaurus rex                                                              |
|  |                                                                                |
|  | \| \| Tarbosaurus bataar \| \| \| \| \| \| Zhuchengtyrannus magnus \| \| \| \| |
|  |                                                                                |
|  | Tarbosaurus bataar                                                             |
|  |                                                                                |
|  | Zhuchengtyrannus magnus                                                        |
|  |                                                                                |

|  | Tarbosaurus bataar      |
|  |                         |
|  | Zhuchengtyrannus magnus |
|  |                         |

|  | Tyrannosaurus rex                                                              |
|  |                                                                                |
|  | \| \| Tarbosaurus bataar \| \| \| \| \| \| Zhuchengtyrannus magnus \| \| \| \| |
|  |                                                                                |
|  | Tarbosaurus bataar                                                             |
|  |                                                                                |
|  | Zhuchengtyrannus magnus                                                        |
|  |                                                                                |

|  | Tarbosaurus bataar      |
|  |                         |
|  | Zhuchengtyrannus magnus |
|  |                         |

|  | Tyrannosaurus rex                                                              |
|  |                                                                                |
|  | \| \| Tarbosaurus bataar \| \| \| \| \| \| Zhuchengtyrannus magnus \| \| \| \| |
|  |                                                                                |
|  | Tarbosaurus bataar                                                             |
|  |                                                                                |
|  | Zhuchengtyrannus magnus                                                        |
|  |                                                                                |

|  | Tarbosaurus bataar      |
|  |                         |
|  | Zhuchengtyrannus magnus |
|  |                         |

|  | Tyrannosaurus rex                                                              |
|  |                                                                                |
|  | \| \| Tarbosaurus bataar \| \| \| \| \| \| Zhuchengtyrannus magnus \| \| \| \| |
|  |                                                                                |
|  | Tarbosaurus bataar                                                             |
|  |                                                                                |
|  | Zhuchengtyrannus magnus                                                        |
|  |                                                                                |

|  | Tarbosaurus bataar      |
|  |                         |
|  | Zhuchengtyrannus magnus |
|  |                         |

|  | Tyrannosaurus rex                                                              |
|  |                                                                                |
|  | \| \| Tarbosaurus bataar \| \| \| \| \| \| Zhuchengtyrannus magnus \| \| \| \| |
|  |                                                                                |
|  | Tarbosaurus bataar                                                             |
|  |                                                                                |
|  | Zhuchengtyrannus magnus                                                        |
|  |                                                                                |

|  | Tarbosaurus bataar      |
|  |                         |
|  | Zhuchengtyrannus magnus |
|  |                         |

|  | Tyrannosaurus rex                                                              |
|  |                                                                                |
|  | \| \| Tarbosaurus bataar \| \| \| \| \| \| Zhuchengtyrannus magnus \| \| \| \| |
|  |                                                                                |
|  | Tarbosaurus bataar                                                             |
|  |                                                                                |
|  | Zhuchengtyrannus magnus                                                        |
|  |                                                                                |

|  | Tarbosaurus bataar      |
|  |                         |
|  | Zhuchengtyrannus magnus |
|  |                         |

|  | Tyrannosaurus rex                                                              |
|  |                                                                                |
|  | \| \| Tarbosaurus bataar \| \| \| \| \| \| Zhuchengtyrannus magnus \| \| \| \| |
|  |                                                                                |
|  | Tarbosaurus bataar                                                             |
|  |                                                                                |
|  | Zhuchengtyrannus magnus                                                        |
|  |                                                                                |

|  | Tarbosaurus bataar      |
|  |                         |
|  | Zhuchengtyrannus magnus |
|  |                         |

|  | Tyrannosaurus rex                                                              |
|  |                                                                                |
|  | \| \| Tarbosaurus bataar \| \| \| \| \| \| Zhuchengtyrannus magnus \| \| \| \| |
|  |                                                                                |
|  | Tarbosaurus bataar                                                             |
|  |                                                                                |
|  | Zhuchengtyrannus magnus                                                        |
|  |                                                                                |

|  | Tarbosaurus bataar      |
|  |                         |
|  | Zhuchengtyrannus magnus |
|  |                         |

|  | Tyrannosaurus rex                                                              |
|  |                                                                                |
|  | \| \| Tarbosaurus bataar \| \| \| \| \| \| Zhuchengtyrannus magnus \| \| \| \| |
|  |                                                                                |
|  | Tarbosaurus bataar                                                             |
|  |                                                                                |
|  | Zhuchengtyrannus magnus                                                        |
|  |                                                                                |

|  | Tarbosaurus bataar      |
|  |                         |
|  | Zhuchengtyrannus magnus |
|  |                         |

|  | Tyrannosaurus rex                                                              |
|  |                                                                                |
|  | \| \| Tarbosaurus bataar \| \| \| \| \| \| Zhuchengtyrannus magnus \| \| \| \| |
|  |                                                                                |
|  | Tarbosaurus bataar                                                             |
|  |                                                                                |
|  | Zhuchengtyrannus magnus                                                        |
|  |                                                                                |

|  | Tarbosaurus bataar      |
|  |                         |
|  | Zhuchengtyrannus magnus |
|  |                         |

|  | Tyrannosaurus rex                                                              |
|  |                                                                                |
|  | \| \| Tarbosaurus bataar \| \| \| \| \| \| Zhuchengtyrannus magnus \| \| \| \| |
|  |                                                                                |
|  | Tarbosaurus bataar                                                             |
|  |                                                                                |
|  | Zhuchengtyrannus magnus                                                        |
|  |                                                                                |

|  | Tarbosaurus bataar      |
|  |                         |
|  | Zhuchengtyrannus magnus |
|  |                         |

|  | Tyrannosaurus rex                                                              |
|  |                                                                                |
|  | \| \| Tarbosaurus bataar \| \| \| \| \| \| Zhuchengtyrannus magnus \| \| \| \| |
|  |                                                                                |
|  | Tarbosaurus bataar                                                             |
|  |                                                                                |
|  | Zhuchengtyrannus magnus                                                        |
|  |                                                                                |

|  | Tarbosaurus bataar      |
|  |                         |
|  | Zhuchengtyrannus magnus |
|  |                         |

|  | Tyrannosaurus rex                                                              |
|  |                                                                                |
|  | \| \| Tarbosaurus bataar \| \| \| \| \| \| Zhuchengtyrannus magnus \| \| \| \| |
|  |                                                                                |
|  | Tarbosaurus bataar                                                             |
|  |                                                                                |
|  | Zhuchengtyrannus magnus                                                        |
|  |                                                                                |

|  | Tarbosaurus bataar      |
|  |                         |
|  | Zhuchengtyrannus magnus |
|  |                         |

|  | Tyrannosaurus rex                                                              |
|  |                                                                                |
|  | \| \| Tarbosaurus bataar \| \| \| \| \| \| Zhuchengtyrannus magnus \| \| \| \| |
|  |                                                                                |
|  | Tarbosaurus bataar                                                             |
|  |                                                                                |
|  | Zhuchengtyrannus magnus                                                        |
|  |                                                                                |

|  | Tarbosaurus bataar      |
|  |                         |
|  | Zhuchengtyrannus magnus |
|  |                         |

|  | Tyrannosaurus rex                                                              |
|  |                                                                                |
|  | \| \| Tarbosaurus bataar \| \| \| \| \| \| Zhuchengtyrannus magnus \| \| \| \| |
|  |                                                                                |
|  | Tarbosaurus bataar                                                             |
|  |                                                                                |
|  | Zhuchengtyrannus magnus                                                        |
|  |                                                                                |

|  | Tarbosaurus bataar      |
|  |                         |
|  | Zhuchengtyrannus magnus |
|  |                         |

|  | Tyrannosaurus rex                                                              |
|  |                                                                                |
|  | \| \| Tarbosaurus bataar \| \| \| \| \| \| Zhuchengtyrannus magnus \| \| \| \| |
|  |                                                                                |
|  | Tarbosaurus bataar                                                             |
|  |                                                                                |
|  | Zhuchengtyrannus magnus                                                        |
|  |                                                                                |

|  | Tarbosaurus bataar      |
|  |                         |
|  | Zhuchengtyrannus magnus |
|  |                         |

|  | Tyrannosaurus rex                                                              |
|  |                                                                                |
|  | \| \| Tarbosaurus bataar \| \| \| \| \| \| Zhuchengtyrannus magnus \| \| \| \| |
|  |                                                                                |
|  | Tarbosaurus bataar                                                             |
|  |                                                                                |
|  | Zhuchengtyrannus magnus                                                        |
|  |                                                                                |

|  | Tarbosaurus bataar      |
|  |                         |
|  | Zhuchengtyrannus magnus |
|  |                         |

|  | Tyrannosaurus rex                                                              |
|  |                                                                                |
|  | \| \| Tarbosaurus bataar \| \| \| \| \| \| Zhuchengtyrannus magnus \| \| \| \| |
|  |                                                                                |
|  | Tarbosaurus bataar                                                             |
|  |                                                                                |
|  | Zhuchengtyrannus magnus                                                        |
|  |                                                                                |

|  | Tarbosaurus bataar      |
|  |                         |
|  | Zhuchengtyrannus magnus |
|  |                         |

|  | Tyrannosaurus rex                                                              |
|  |                                                                                |
|  | \| \| Tarbosaurus bataar \| \| \| \| \| \| Zhuchengtyrannus magnus \| \| \| \| |
|  |                                                                                |
|  | Tarbosaurus bataar                                                             |
|  |                                                                                |
|  | Zhuchengtyrannus magnus                                                        |
|  |                                                                                |

|  | Tarbosaurus bataar      |
|  |                         |
|  | Zhuchengtyrannus magnus |
|  |                         |

|  | Tyrannosaurus rex                                                              |
|  |                                                                                |
|  | \| \| Tarbosaurus bataar \| \| \| \| \| \| Zhuchengtyrannus magnus \| \| \| \| |
|  |                                                                                |
|  | Tarbosaurus bataar                                                             |
|  |                                                                                |
|  | Zhuchengtyrannus magnus                                                        |
|  |                                                                                |

|  | Tarbosaurus bataar      |
|  |                         |
|  | Zhuchengtyrannus magnus |
|  |                         |

|  | Tyrannosaurus rex                                                              |
|  |                                                                                |
|  | \| \| Tarbosaurus bataar \| \| \| \| \| \| Zhuchengtyrannus magnus \| \| \| \| |
|  |                                                                                |
|  | Tarbosaurus bataar                                                             |
|  |                                                                                |
|  | Zhuchengtyrannus magnus                                                        |
|  |                                                                                |

|  | Tarbosaurus bataar      |
|  |                         |
|  | Zhuchengtyrannus magnus |
|  |                         |

|  | Tyrannosaurus rex                                                              |
|  |                                                                                |
|  | \| \| Tarbosaurus bataar \| \| \| \| \| \| Zhuchengtyrannus magnus \| \| \| \| |
|  |                                                                                |
|  | Tarbosaurus bataar                                                             |
|  |                                                                                |
|  | Zhuchengtyrannus magnus                                                        |
|  |                                                                                |

|  | Tarbosaurus bataar      |
|  |                         |
|  | Zhuchengtyrannus magnus |
|  |                         |

|  | Tyrannosaurus rex                                                              |
|  |                                                                                |
|  | \| \| Tarbosaurus bataar \| \| \| \| \| \| Zhuchengtyrannus magnus \| \| \| \| |
|  |                                                                                |
|  | Tarbosaurus bataar                                                             |
|  |                                                                                |
|  | Zhuchengtyrannus magnus                                                        |
|  |                                                                                |

|  | Tarbosaurus bataar      |
|  |                         |
|  | Zhuchengtyrannus magnus |
|  |                         |

|  | Tyrannosaurus rex                                                              |
|  |                                                                                |
|  | \| \| Tarbosaurus bataar \| \| \| \| \| \| Zhuchengtyrannus magnus \| \| \| \| |
|  |                                                                                |
|  | Tarbosaurus bataar                                                             |
|  |                                                                                |
|  | Zhuchengtyrannus magnus                                                        |
|  |                                                                                |

|  | Tarbosaurus bataar      |
|  |                         |
|  | Zhuchengtyrannus magnus |
|  |                         |

|  | Tyrannosaurus rex                                                              |
|  |                                                                                |
|  | \| \| Tarbosaurus bataar \| \| \| \| \| \| Zhuchengtyrannus magnus \| \| \| \| |
|  |                                                                                |
|  | Tarbosaurus bataar                                                             |
|  |                                                                                |
|  | Zhuchengtyrannus magnus                                                        |
|  |                                                                                |

|  | Tarbosaurus bataar      |
|  |                         |
|  | Zhuchengtyrannus magnus |
|  |                         |

|  | Tyrannosaurus rex                                                              |
|  |                                                                                |
|  | \| \| Tarbosaurus bataar \| \| \| \| \| \| Zhuchengtyrannus magnus \| \| \| \| |
|  |                                                                                |
|  | Tarbosaurus bataar                                                             |
|  |                                                                                |
|  | Zhuchengtyrannus magnus                                                        |
|  |                                                                                |

|  | Tarbosaurus bataar      |
|  |                         |
|  | Zhuchengtyrannus magnus |
|  |                         |

|  | Tyrannosaurus rex                                                              |
|  |                                                                                |
|  | \| \| Tarbosaurus bataar \| \| \| \| \| \| Zhuchengtyrannus magnus \| \| \| \| |
|  |                                                                                |
|  | Tarbosaurus bataar                                                             |
|  |                                                                                |
|  | Zhuchengtyrannus magnus                                                        |
|  |                                                                                |

|  | Tarbosaurus bataar      |
|  |                         |
|  | Zhuchengtyrannus magnus |
|  |                         |

|  | Tyrannosaurus rex                                                              |
|  |                                                                                |
|  | \| \| Tarbosaurus bataar \| \| \| \| \| \| Zhuchengtyrannus magnus \| \| \| \| |
|  |                                                                                |
|  | Tarbosaurus bataar                                                             |
|  |                                                                                |
|  | Zhuchengtyrannus magnus                                                        |
|  |                                                                                |

|  | Tarbosaurus bataar      |
|  |                         |
|  | Zhuchengtyrannus magnus |
|  |                         |

|  | Tyrannosaurus rex                                                              |
|  |                                                                                |
|  | \| \| Tarbosaurus bataar \| \| \| \| \| \| Zhuchengtyrannus magnus \| \| \| \| |
|  |                                                                                |
|  | Tarbosaurus bataar                                                             |
|  |                                                                                |
|  | Zhuchengtyrannus magnus                                                        |
|  |                                                                                |

|  | Tarbosaurus bataar      |
|  |                         |
|  | Zhuchengtyrannus magnus |
|  |                         |

|  | Tyrannosaurus rex                                                              |
|  |                                                                                |
|  | \| \| Tarbosaurus bataar \| \| \| \| \| \| Zhuchengtyrannus magnus \| \| \| \| |
|  |                                                                                |
|  | Tarbosaurus bataar                                                             |
|  |                                                                                |
|  | Zhuchengtyrannus magnus                                                        |
|  |                                                                                |

|  | Tarbosaurus bataar      |
|  |                         |
|  | Zhuchengtyrannus magnus |
|  |                         |

|  | Tyrannosaurus rex                                                              |
|  |                                                                                |
|  | \| \| Tarbosaurus bataar \| \| \| \| \| \| Zhuchengtyrannus magnus \| \| \| \| |
|  |                                                                                |
|  | Tarbosaurus bataar                                                             |
|  |                                                                                |
|  | Zhuchengtyrannus magnus                                                        |
|  |                                                                                |

|  | Tarbosaurus bataar      |
|  |                         |
|  | Zhuchengtyrannus magnus |
|  |                         |

|  | Tyrannosaurus rex                                                              |
|  |                                                                                |
|  | \| \| Tarbosaurus bataar \| \| \| \| \| \| Zhuchengtyrannus magnus \| \| \| \| |
|  |                                                                                |
|  | Tarbosaurus bataar                                                             |
|  |                                                                                |
|  | Zhuchengtyrannus magnus                                                        |
|  |                                                                                |

|  | Tarbosaurus bataar      |
|  |                         |
|  | Zhuchengtyrannus magnus |
|  |                         |

|  | Tyrannosaurus rex                                                              |
|  |                                                                                |
|  | \| \| Tarbosaurus bataar \| \| \| \| \| \| Zhuchengtyrannus magnus \| \| \| \| |
|  |                                                                                |
|  | Tarbosaurus bataar                                                             |
|  |                                                                                |
|  | Zhuchengtyrannus magnus                                                        |
|  |                                                                                |

|  | Tarbosaurus bataar      |
|  |                         |
|  | Zhuchengtyrannus magnus |
|  |                         |

|  | Tyrannosaurus rex                                                              |
|  |                                                                                |
|  | \| \| Tarbosaurus bataar \| \| \| \| \| \| Zhuchengtyrannus magnus \| \| \| \| |
|  |                                                                                |
|  | Tarbosaurus bataar                                                             |
|  |                                                                                |
|  | Zhuchengtyrannus magnus                                                        |
|  |                                                                                |

|  | Tarbosaurus bataar      |
|  |                         |
|  | Zhuchengtyrannus magnus |
|  |                         |

|  | Tyrannosaurus rex                                                              |
|  |                                                                                |
|  | \| \| Tarbosaurus bataar \| \| \| \| \| \| Zhuchengtyrannus magnus \| \| \| \| |
|  |                                                                                |
|  | Tarbosaurus bataar                                                             |
|  |                                                                                |
|  | Zhuchengtyrannus magnus                                                        |
|  |                                                                                |

|  | Tarbosaurus bataar      |
|  |                         |
|  | Zhuchengtyrannus magnus |
|  |                         |

|  | Tyrannosaurus rex                                                              |
|  |                                                                                |
|  | \| \| Tarbosaurus bataar \| \| \| \| \| \| Zhuchengtyrannus magnus \| \| \| \| |
|  |                                                                                |
|  | Tarbosaurus bataar                                                             |
|  |                                                                                |
|  | Zhuchengtyrannus magnus                                                        |
|  |                                                                                |

|  | Tarbosaurus bataar      |
|  |                         |
|  | Zhuchengtyrannus magnus |
|  |                         |

|  | Tyrannosaurus rex                                                              |
|  |                                                                                |
|  | \| \| Tarbosaurus bataar \| \| \| \| \| \| Zhuchengtyrannus magnus \| \| \| \| |
|  |                                                                                |
|  | Tarbosaurus bataar                                                             |
|  |                                                                                |
|  | Zhuchengtyrannus magnus                                                        |
|  |                                                                                |

|  | Tarbosaurus bataar      |
|  |                         |
|  | Zhuchengtyrannus magnus |
|  |                         |

|  | Tyrannosaurus rex                                                              |
|  |                                                                                |
|  | \| \| Tarbosaurus bataar \| \| \| \| \| \| Zhuchengtyrannus magnus \| \| \| \| |
|  |                                                                                |
|  | Tarbosaurus bataar                                                             |
|  |                                                                                |
|  | Zhuchengtyrannus magnus                                                        |
|  |                                                                                |

|  | Tarbosaurus bataar      |
|  |                         |
|  | Zhuchengtyrannus magnus |
|  |                         |

|  | Tyrannosaurus rex                                                              |
|  |                                                                                |
|  | \| \| Tarbosaurus bataar \| \| \| \| \| \| Zhuchengtyrannus magnus \| \| \| \| |
|  |                                                                                |
|  | Tarbosaurus bataar                                                             |
|  |                                                                                |
|  | Zhuchengtyrannus magnus                                                        |
|  |                                                                                |

|  | Tarbosaurus bataar      |
|  |                         |
|  | Zhuchengtyrannus magnus |
|  |                         |

|  | Tyrannosaurus rex                                                              |
|  |                                                                                |
|  | \| \| Tarbosaurus bataar \| \| \| \| \| \| Zhuchengtyrannus magnus \| \| \| \| |
|  |                                                                                |
|  | Tarbosaurus bataar                                                             |
|  |                                                                                |
|  | Zhuchengtyrannus magnus                                                        |
|  |                                                                                |

|  | Tarbosaurus bataar      |
|  |                         |
|  | Zhuchengtyrannus magnus |
|  |                         |

|  | Tyrannosaurus rex                                                              |
|  |                                                                                |
|  | \| \| Tarbosaurus bataar \| \| \| \| \| \| Zhuchengtyrannus magnus \| \| \| \| |
|  |                                                                                |
|  | Tarbosaurus bataar                                                             |
|  |                                                                                |
|  | Zhuchengtyrannus magnus                                                        |
|  |                                                                                |

|  | Tarbosaurus bataar      |
|  |                         |
|  | Zhuchengtyrannus magnus |
|  |                         |

|  | Tyrannosaurus rex                                                              |
|  |                                                                                |
|  | \| \| Tarbosaurus bataar \| \| \| \| \| \| Zhuchengtyrannus magnus \| \| \| \| |
|  |                                                                                |
|  | Tarbosaurus bataar                                                             |
|  |                                                                                |
|  | Zhuchengtyrannus magnus                                                        |
|  |                                                                                |

|  | Tarbosaurus bataar      |
|  |                         |
|  | Zhuchengtyrannus magnus |
|  |                         |

|  | Tyrannosaurus rex                                                              |
|  |                                                                                |
|  | \| \| Tarbosaurus bataar \| \| \| \| \| \| Zhuchengtyrannus magnus \| \| \| \| |
|  |                                                                                |
|  | Tarbosaurus bataar                                                             |
|  |                                                                                |
|  | Zhuchengtyrannus magnus                                                        |
|  |                                                                                |

|  | Tarbosaurus bataar      |
|  |                         |
|  | Zhuchengtyrannus magnus |
|  |                         |

|  | Tyrannosaurus rex                                                              |
|  |                                                                                |
|  | \| \| Tarbosaurus bataar \| \| \| \| \| \| Zhuchengtyrannus magnus \| \| \| \| |
|  |                                                                                |
|  | Tarbosaurus bataar                                                             |
|  |                                                                                |
|  | Zhuchengtyrannus magnus                                                        |
|  |                                                                                |

|  | Tarbosaurus bataar      |
|  |                         |
|  | Zhuchengtyrannus magnus |
|  |                         |

|  | Tyrannosaurus rex                                                              |
|  |                                                                                |
|  | \| \| Tarbosaurus bataar \| \| \| \| \| \| Zhuchengtyrannus magnus \| \| \| \| |
|  |                                                                                |
|  | Tarbosaurus bataar                                                             |
|  |                                                                                |
|  | Zhuchengtyrannus magnus                                                        |
|  |                                                                                |

|  | Tarbosaurus bataar      |
|  |                         |
|  | Zhuchengtyrannus magnus |
|  |                         |

|  | Tyrannosaurus rex                                                              |
|  |                                                                                |
|  | \| \| Tarbosaurus bataar \| \| \| \| \| \| Zhuchengtyrannus magnus \| \| \| \| |
|  |                                                                                |
|  | Tarbosaurus bataar                                                             |
|  |                                                                                |
|  | Zhuchengtyrannus magnus                                                        |
|  |                                                                                |

|  | Tarbosaurus bataar      |
|  |                         |
|  | Zhuchengtyrannus magnus |
|  |                         |

|  | Tyrannosaurus rex                                                              |
|  |                                                                                |
|  | \| \| Tarbosaurus bataar \| \| \| \| \| \| Zhuchengtyrannus magnus \| \| \| \| |
|  |                                                                                |
|  | Tarbosaurus bataar                                                             |
|  |                                                                                |
|  | Zhuchengtyrannus magnus                                                        |
|  |                                                                                |

|  | Tarbosaurus bataar      |
|  |                         |
|  | Zhuchengtyrannus magnus |
|  |                         |

|  | Tyrannosaurus rex                                                              |
|  |                                                                                |
|  | \| \| Tarbosaurus bataar \| \| \| \| \| \| Zhuchengtyrannus magnus \| \| \| \| |
|  |                                                                                |
|  | Tarbosaurus bataar                                                             |
|  |                                                                                |
|  | Zhuchengtyrannus magnus                                                        |
|  |                                                                                |

|  | Tarbosaurus bataar      |
|  |                         |
|  | Zhuchengtyrannus magnus |
|  |                         |

|  | Tyrannosaurus rex                                                              |
|  |                                                                                |
|  | \| \| Tarbosaurus bataar \| \| \| \| \| \| Zhuchengtyrannus magnus \| \| \| \| |
|  |                                                                                |
|  | Tarbosaurus bataar                                                             |
|  |                                                                                |
|  | Zhuchengtyrannus magnus                                                        |
|  |                                                                                |

|  | Tarbosaurus bataar      |
|  |                         |
|  | Zhuchengtyrannus magnus |
|  |                         |

|  | Tyrannosaurus rex                                                              |
|  |                                                                                |
|  | \| \| Tarbosaurus bataar \| \| \| \| \| \| Zhuchengtyrannus magnus \| \| \| \| |
|  |                                                                                |
|  | Tarbosaurus bataar                                                             |
|  |                                                                                |
|  | Zhuchengtyrannus magnus                                                        |
|  |                                                                                |

|  | Tarbosaurus bataar      |
|  |                         |
|  | Zhuchengtyrannus magnus |
|  |                         |

|  | Tyrannosaurus rex                                                              |
|  |                                                                                |
|  | \| \| Tarbosaurus bataar \| \| \| \| \| \| Zhuchengtyrannus magnus \| \| \| \| |
|  |                                                                                |
|  | Tarbosaurus bataar                                                             |
|  |                                                                                |
|  | Zhuchengtyrannus magnus                                                        |
|  |                                                                                |

|  | Tarbosaurus bataar      |
|  |                         |
|  | Zhuchengtyrannus magnus |
|  |                         |

|  | Tyrannosaurus rex                                                              |
|  |                                                                                |
|  | \| \| Tarbosaurus bataar \| \| \| \| \| \| Zhuchengtyrannus magnus \| \| \| \| |
|  |                                                                                |
|  | Tarbosaurus bataar                                                             |
|  |                                                                                |
|  | Zhuchengtyrannus magnus                                                        |
|  |                                                                                |

|  | Tarbosaurus bataar      |
|  |                         |
|  | Zhuchengtyrannus magnus |
|  |                         |

|  | Tyrannosaurus rex                                                              |
|  |                                                                                |
|  | \| \| Tarbosaurus bataar \| \| \| \| \| \| Zhuchengtyrannus magnus \| \| \| \| |
|  |                                                                                |
|  | Tarbosaurus bataar                                                             |
|  |                                                                                |
|  | Zhuchengtyrannus magnus                                                        |
|  |                                                                                |

|  | Tarbosaurus bataar      |
|  |                         |
|  | Zhuchengtyrannus magnus |
|  |                         |

|  | Tyrannosaurus rex                                                              |
|  |                                                                                |
|  | \| \| Tarbosaurus bataar \| \| \| \| \| \| Zhuchengtyrannus magnus \| \| \| \| |
|  |                                                                                |
|  | Tarbosaurus bataar                                                             |
|  |                                                                                |
|  | Zhuchengtyrannus magnus                                                        |
|  |                                                                                |

|  | Tarbosaurus bataar      |
|  |                         |
|  | Zhuchengtyrannus magnus |
|  |                         |

|  | Tyrannosaurus rex                                                              |
|  |                                                                                |
|  | \| \| Tarbosaurus bataar \| \| \| \| \| \| Zhuchengtyrannus magnus \| \| \| \| |
|  |                                                                                |
|  | Tarbosaurus bataar                                                             |
|  |                                                                                |
|  | Zhuchengtyrannus magnus                                                        |
|  |                                                                                |

|  | Tarbosaurus bataar      |
|  |                         |
|  | Zhuchengtyrannus magnus |
|  |                         |

|  | Tyrannosaurus rex                                                              |
|  |                                                                                |
|  | \| \| Tarbosaurus bataar \| \| \| \| \| \| Zhuchengtyrannus magnus \| \| \| \| |
|  |                                                                                |
|  | Tarbosaurus bataar                                                             |
|  |                                                                                |
|  | Zhuchengtyrannus magnus                                                        |
|  |                                                                                |

|  | Tarbosaurus bataar      |
|  |                         |
|  | Zhuchengtyrannus magnus |
|  |                         |

|  | Tyrannosaurus rex                                                              |
|  |                                                                                |
|  | \| \| Tarbosaurus bataar \| \| \| \| \| \| Zhuchengtyrannus magnus \| \| \| \| |
|  |                                                                                |
|  | Tarbosaurus bataar                                                             |
|  |                                                                                |
|  | Zhuchengtyrannus magnus                                                        |
|  |                                                                                |

|  | Tarbosaurus bataar      |
|  |                         |
|  | Zhuchengtyrannus magnus |
|  |                         |

|  | Tyrannosaurus rex                                                              |
|  |                                                                                |
|  | \| \| Tarbosaurus bataar \| \| \| \| \| \| Zhuchengtyrannus magnus \| \| \| \| |
|  |                                                                                |
|  | Tarbosaurus bataar                                                             |
|  |                                                                                |
|  | Zhuchengtyrannus magnus                                                        |
|  |                                                                                |

|  | Tarbosaurus bataar      |
|  |                         |
|  | Zhuchengtyrannus magnus |
|  |                         |

|  | Gorgosaurus libratus      |
|  |                           |
|  | Albertosaurus sarcophagus |
|  |                           |

|  | Tyrannosaurus rex                                                              |
|  |                                                                                |
|  | \| \| Tarbosaurus bataar \| \| \| \| \| \| Zhuchengtyrannus magnus \| \| \| \| |
|  |                                                                                |
|  | Tarbosaurus bataar                                                             |
|  |                                                                                |
|  | Zhuchengtyrannus magnus                                                        |
|  |                                                                                |

|  | Tarbosaurus bataar      |
|  |                         |
|  | Zhuchengtyrannus magnus |
|  |                         |

|  | Tyrannosaurus rex                                                              |
|  |                                                                                |
|  | \| \| Tarbosaurus bataar \| \| \| \| \| \| Zhuchengtyrannus magnus \| \| \| \| |
|  |                                                                                |
|  | Tarbosaurus bataar                                                             |
|  |                                                                                |
|  | Zhuchengtyrannus magnus                                                        |
|  |                                                                                |

|  | Tarbosaurus bataar      |
|  |                         |
|  | Zhuchengtyrannus magnus |
|  |                         |

|  | Tyrannosaurus rex                                                              |
|  |                                                                                |
|  | \| \| Tarbosaurus bataar \| \| \| \| \| \| Zhuchengtyrannus magnus \| \| \| \| |
|  |                                                                                |
|  | Tarbosaurus bataar                                                             |
|  |                                                                                |
|  | Zhuchengtyrannus magnus                                                        |
|  |                                                                                |

|  | Tarbosaurus bataar      |
|  |                         |
|  | Zhuchengtyrannus magnus |
|  |                         |

|  | Tyrannosaurus rex                                                              |
|  |                                                                                |
|  | \| \| Tarbosaurus bataar \| \| \| \| \| \| Zhuchengtyrannus magnus \| \| \| \| |
|  |                                                                                |
|  | Tarbosaurus bataar                                                             |
|  |                                                                                |
|  | Zhuchengtyrannus magnus                                                        |
|  |                                                                                |

|  | Tarbosaurus bataar      |
|  |                         |
|  | Zhuchengtyrannus magnus |
|  |                         |

|  | Tyrannosaurus rex                                                              |
|  |                                                                                |
|  | \| \| Tarbosaurus bataar \| \| \| \| \| \| Zhuchengtyrannus magnus \| \| \| \| |
|  |                                                                                |
|  | Tarbosaurus bataar                                                             |
|  |                                                                                |
|  | Zhuchengtyrannus magnus                                                        |
|  |                                                                                |

|  | Tarbosaurus bataar      |
|  |                         |
|  | Zhuchengtyrannus magnus |
|  |                         |

|  | Tyrannosaurus rex                                                              |
|  |                                                                                |
|  | \| \| Tarbosaurus bataar \| \| \| \| \| \| Zhuchengtyrannus magnus \| \| \| \| |
|  |                                                                                |
|  | Tarbosaurus bataar                                                             |
|  |                                                                                |
|  | Zhuchengtyrannus magnus                                                        |
|  |                                                                                |

|  | Tarbosaurus bataar      |
|  |                         |
|  | Zhuchengtyrannus magnus |
|  |                         |

|  | Tyrannosaurus rex                                                              |
|  |                                                                                |
|  | \| \| Tarbosaurus bataar \| \| \| \| \| \| Zhuchengtyrannus magnus \| \| \| \| |
|  |                                                                                |
|  | Tarbosaurus bataar                                                             |
|  |                                                                                |
|  | Zhuchengtyrannus magnus                                                        |
|  |                                                                                |

|  | Tarbosaurus bataar      |
|  |                         |
|  | Zhuchengtyrannus magnus |
|  |                         |

|  | Tyrannosaurus rex                                                              |
|  |                                                                                |
|  | \| \| Tarbosaurus bataar \| \| \| \| \| \| Zhuchengtyrannus magnus \| \| \| \| |
|  |                                                                                |
|  | Tarbosaurus bataar                                                             |
|  |                                                                                |
|  | Zhuchengtyrannus magnus                                                        |
|  |                                                                                |

|  | Tarbosaurus bataar      |
|  |                         |
|  | Zhuchengtyrannus magnus |
|  |                         |

|  | Tyrannosaurus rex                                                              |
|  |                                                                                |
|  | \| \| Tarbosaurus bataar \| \| \| \| \| \| Zhuchengtyrannus magnus \| \| \| \| |
|  |                                                                                |
|  | Tarbosaurus bataar                                                             |
|  |                                                                                |
|  | Zhuchengtyrannus magnus                                                        |
|  |                                                                                |

|  | Tarbosaurus bataar      |
|  |                         |
|  | Zhuchengtyrannus magnus |
|  |                         |

|  | Tyrannosaurus rex                                                              |
|  |                                                                                |
|  | \| \| Tarbosaurus bataar \| \| \| \| \| \| Zhuchengtyrannus magnus \| \| \| \| |
|  |                                                                                |
|  | Tarbosaurus bataar                                                             |
|  |                                                                                |
|  | Zhuchengtyrannus magnus                                                        |
|  |                                                                                |

|  | Tarbosaurus bataar      |
|  |                         |
|  | Zhuchengtyrannus magnus |
|  |                         |

|  | Tyrannosaurus rex                                                              |
|  |                                                                                |
|  | \| \| Tarbosaurus bataar \| \| \| \| \| \| Zhuchengtyrannus magnus \| \| \| \| |
|  |                                                                                |
|  | Tarbosaurus bataar                                                             |
|  |                                                                                |
|  | Zhuchengtyrannus magnus                                                        |
|  |                                                                                |

|  | Tarbosaurus bataar      |
|  |                         |
|  | Zhuchengtyrannus magnus |
|  |                         |

|  | Tyrannosaurus rex                                                              |
|  |                                                                                |
|  | \| \| Tarbosaurus bataar \| \| \| \| \| \| Zhuchengtyrannus magnus \| \| \| \| |
|  |                                                                                |
|  | Tarbosaurus bataar                                                             |
|  |                                                                                |
|  | Zhuchengtyrannus magnus                                                        |
|  |                                                                                |

|  | Tarbosaurus bataar      |
|  |                         |
|  | Zhuchengtyrannus magnus |
|  |                         |

|  | Tyrannosaurus rex                                                              |
|  |                                                                                |
|  | \| \| Tarbosaurus bataar \| \| \| \| \| \| Zhuchengtyrannus magnus \| \| \| \| |
|  |                                                                                |
|  | Tarbosaurus bataar                                                             |
|  |                                                                                |
|  | Zhuchengtyrannus magnus                                                        |
|  |                                                                                |

|  | Tarbosaurus bataar      |
|  |                         |
|  | Zhuchengtyrannus magnus |
|  |                         |

|  | Tyrannosaurus rex                                                              |
|  |                                                                                |
|  | \| \| Tarbosaurus bataar \| \| \| \| \| \| Zhuchengtyrannus magnus \| \| \| \| |
|  |                                                                                |
|  | Tarbosaurus bataar                                                             |
|  |                                                                                |
|  | Zhuchengtyrannus magnus                                                        |
|  |                                                                                |

|  | Tarbosaurus bataar      |
|  |                         |
|  | Zhuchengtyrannus magnus |
|  |                         |

|  | Tyrannosaurus rex                                                              |
|  |                                                                                |
|  | \| \| Tarbosaurus bataar \| \| \| \| \| \| Zhuchengtyrannus magnus \| \| \| \| |
|  |                                                                                |
|  | Tarbosaurus bataar                                                             |
|  |                                                                                |
|  | Zhuchengtyrannus magnus                                                        |
|  |                                                                                |

|  | Tarbosaurus bataar      |
|  |                         |
|  | Zhuchengtyrannus magnus |
|  |                         |

|  | Tyrannosaurus rex                                                              |
|  |                                                                                |
|  | \| \| Tarbosaurus bataar \| \| \| \| \| \| Zhuchengtyrannus magnus \| \| \| \| |
|  |                                                                                |
|  | Tarbosaurus bataar                                                             |
|  |                                                                                |
|  | Zhuchengtyrannus magnus                                                        |
|  |                                                                                |

|  | Tarbosaurus bataar      |
|  |                         |
|  | Zhuchengtyrannus magnus |
|  |                         |

|  | Tyrannosaurus rex                                                              |
|  |                                                                                |
|  | \| \| Tarbosaurus bataar \| \| \| \| \| \| Zhuchengtyrannus magnus \| \| \| \| |
|  |                                                                                |
|  | Tarbosaurus bataar                                                             |
|  |                                                                                |
|  | Zhuchengtyrannus magnus                                                        |
|  |                                                                                |

|  | Tarbosaurus bataar      |
|  |                         |
|  | Zhuchengtyrannus magnus |
|  |                         |

|  | Tyrannosaurus rex                                                              |
|  |                                                                                |
|  | \| \| Tarbosaurus bataar \| \| \| \| \| \| Zhuchengtyrannus magnus \| \| \| \| |
|  |                                                                                |
|  | Tarbosaurus bataar                                                             |
|  |                                                                                |
|  | Zhuchengtyrannus magnus                                                        |
|  |                                                                                |

|  | Tarbosaurus bataar      |
|  |                         |
|  | Zhuchengtyrannus magnus |
|  |                         |

|  | Tyrannosaurus rex                                                              |
|  |                                                                                |
|  | \| \| Tarbosaurus bataar \| \| \| \| \| \| Zhuchengtyrannus magnus \| \| \| \| |
|  |                                                                                |
|  | Tarbosaurus bataar                                                             |
|  |                                                                                |
|  | Zhuchengtyrannus magnus                                                        |
|  |                                                                                |

|  | Tarbosaurus bataar      |
|  |                         |
|  | Zhuchengtyrannus magnus |
|  |                         |

|  | Tyrannosaurus rex                                                              |
|  |                                                                                |
|  | \| \| Tarbosaurus bataar \| \| \| \| \| \| Zhuchengtyrannus magnus \| \| \| \| |
|  |                                                                                |
|  | Tarbosaurus bataar                                                             |
|  |                                                                                |
|  | Zhuchengtyrannus magnus                                                        |
|  |                                                                                |

|  | Tarbosaurus bataar      |
|  |                         |
|  | Zhuchengtyrannus magnus |
|  |                         |

|  | Tyrannosaurus rex                                                              |
|  |                                                                                |
|  | \| \| Tarbosaurus bataar \| \| \| \| \| \| Zhuchengtyrannus magnus \| \| \| \| |
|  |                                                                                |
|  | Tarbosaurus bataar                                                             |
|  |                                                                                |
|  | Zhuchengtyrannus magnus                                                        |
|  |                                                                                |

|  | Tarbosaurus bataar      |
|  |                         |
|  | Zhuchengtyrannus magnus |
|  |                         |

|  | Tyrannosaurus rex                                                              |
|  |                                                                                |
|  | \| \| Tarbosaurus bataar \| \| \| \| \| \| Zhuchengtyrannus magnus \| \| \| \| |
|  |                                                                                |
|  | Tarbosaurus bataar                                                             |
|  |                                                                                |
|  | Zhuchengtyrannus magnus                                                        |
|  |                                                                                |

|  | Tarbosaurus bataar      |
|  |                         |
|  | Zhuchengtyrannus magnus |
|  |                         |

|  | Tyrannosaurus rex                                                              |
|  |                                                                                |
|  | \| \| Tarbosaurus bataar \| \| \| \| \| \| Zhuchengtyrannus magnus \| \| \| \| |
|  |                                                                                |
|  | Tarbosaurus bataar                                                             |
|  |                                                                                |
|  | Zhuchengtyrannus magnus                                                        |
|  |                                                                                |

|  | Tarbosaurus bataar      |
|  |                         |
|  | Zhuchengtyrannus magnus |
|  |                         |

|  | Tyrannosaurus rex                                                              |
|  |                                                                                |
|  | \| \| Tarbosaurus bataar \| \| \| \| \| \| Zhuchengtyrannus magnus \| \| \| \| |
|  |                                                                                |
|  | Tarbosaurus bataar                                                             |
|  |                                                                                |
|  | Zhuchengtyrannus magnus                                                        |
|  |                                                                                |

|  | Tarbosaurus bataar      |
|  |                         |
|  | Zhuchengtyrannus magnus |
|  |                         |

|  | Tyrannosaurus rex                                                              |
|  |                                                                                |
|  | \| \| Tarbosaurus bataar \| \| \| \| \| \| Zhuchengtyrannus magnus \| \| \| \| |
|  |                                                                                |
|  | Tarbosaurus bataar                                                             |
|  |                                                                                |
|  | Zhuchengtyrannus magnus                                                        |
|  |                                                                                |

|  | Tarbosaurus bataar      |
|  |                         |
|  | Zhuchengtyrannus magnus |
|  |                         |

|  | Tyrannosaurus rex                                                              |
|  |                                                                                |
|  | \| \| Tarbosaurus bataar \| \| \| \| \| \| Zhuchengtyrannus magnus \| \| \| \| |
|  |                                                                                |
|  | Tarbosaurus bataar                                                             |
|  |                                                                                |
|  | Zhuchengtyrannus magnus                                                        |
|  |                                                                                |

|  | Tarbosaurus bataar      |
|  |                         |
|  | Zhuchengtyrannus magnus |
|  |                         |

|  | Tyrannosaurus rex                                                              |
|  |                                                                                |
|  | \| \| Tarbosaurus bataar \| \| \| \| \| \| Zhuchengtyrannus magnus \| \| \| \| |
|  |                                                                                |
|  | Tarbosaurus bataar                                                             |
|  |                                                                                |
|  | Zhuchengtyrannus magnus                                                        |
|  |                                                                                |

|  | Tarbosaurus bataar      |
|  |                         |
|  | Zhuchengtyrannus magnus |
|  |                         |

|  | Tyrannosaurus rex                                                              |
|  |                                                                                |
|  | \| \| Tarbosaurus bataar \| \| \| \| \| \| Zhuchengtyrannus magnus \| \| \| \| |
|  |                                                                                |
|  | Tarbosaurus bataar                                                             |
|  |                                                                                |
|  | Zhuchengtyrannus magnus                                                        |
|  |                                                                                |

|  | Tarbosaurus bataar      |
|  |                         |
|  | Zhuchengtyrannus magnus |
|  |                         |

|  | Tyrannosaurus rex                                                              |
|  |                                                                                |
|  | \| \| Tarbosaurus bataar \| \| \| \| \| \| Zhuchengtyrannus magnus \| \| \| \| |
|  |                                                                                |
|  | Tarbosaurus bataar                                                             |
|  |                                                                                |
|  | Zhuchengtyrannus magnus                                                        |
|  |                                                                                |

|  | Tarbosaurus bataar      |
|  |                         |
|  | Zhuchengtyrannus magnus |
|  |                         |

|  | Tyrannosaurus rex                                                              |
|  |                                                                                |
|  | \| \| Tarbosaurus bataar \| \| \| \| \| \| Zhuchengtyrannus magnus \| \| \| \| |
|  |                                                                                |
|  | Tarbosaurus bataar                                                             |
|  |                                                                                |
|  | Zhuchengtyrannus magnus                                                        |
|  |                                                                                |

|  | Tarbosaurus bataar      |
|  |                         |
|  | Zhuchengtyrannus magnus |
|  |                         |

|  | Tyrannosaurus rex                                                              |
|  |                                                                                |
|  | \| \| Tarbosaurus bataar \| \| \| \| \| \| Zhuchengtyrannus magnus \| \| \| \| |
|  |                                                                                |
|  | Tarbosaurus bataar                                                             |
|  |                                                                                |
|  | Zhuchengtyrannus magnus                                                        |
|  |                                                                                |

|  | Tarbosaurus bataar      |
|  |                         |
|  | Zhuchengtyrannus magnus |
|  |                         |

|  | Tyrannosaurus rex                                                              |
|  |                                                                                |
|  | \| \| Tarbosaurus bataar \| \| \| \| \| \| Zhuchengtyrannus magnus \| \| \| \| |
|  |                                                                                |
|  | Tarbosaurus bataar                                                             |
|  |                                                                                |
|  | Zhuchengtyrannus magnus                                                        |
|  |                                                                                |

|  | Tarbosaurus bataar      |
|  |                         |
|  | Zhuchengtyrannus magnus |
|  |                         |

|  | Tyrannosaurus rex                                                              |
|  |                                                                                |
|  | \| \| Tarbosaurus bataar \| \| \| \| \| \| Zhuchengtyrannus magnus \| \| \| \| |
|  |                                                                                |
|  | Tarbosaurus bataar                                                             |
|  |                                                                                |
|  | Zhuchengtyrannus magnus                                                        |
|  |                                                                                |

|  | Tarbosaurus bataar      |
|  |                         |
|  | Zhuchengtyrannus magnus |
|  |                         |

|  | Tyrannosaurus rex                                                              |
|  |                                                                                |
|  | \| \| Tarbosaurus bataar \| \| \| \| \| \| Zhuchengtyrannus magnus \| \| \| \| |
|  |                                                                                |
|  | Tarbosaurus bataar                                                             |
|  |                                                                                |
|  | Zhuchengtyrannus magnus                                                        |
|  |                                                                                |

|  | Tarbosaurus bataar      |
|  |                         |
|  | Zhuchengtyrannus magnus |
|  |                         |

|  | Tyrannosaurus rex                                                              |
|  |                                                                                |
|  | \| \| Tarbosaurus bataar \| \| \| \| \| \| Zhuchengtyrannus magnus \| \| \| \| |
|  |                                                                                |
|  | Tarbosaurus bataar                                                             |
|  |                                                                                |
|  | Zhuchengtyrannus magnus                                                        |
|  |                                                                                |

|  | Tarbosaurus bataar      |
|  |                         |
|  | Zhuchengtyrannus magnus |
|  |                         |

|  | Tyrannosaurus rex                                                              |
|  |                                                                                |
|  | \| \| Tarbosaurus bataar \| \| \| \| \| \| Zhuchengtyrannus magnus \| \| \| \| |
|  |                                                                                |
|  | Tarbosaurus bataar                                                             |
|  |                                                                                |
|  | Zhuchengtyrannus magnus                                                        |
|  |                                                                                |

|  | Tarbosaurus bataar      |
|  |                         |
|  | Zhuchengtyrannus magnus |
|  |                         |

|  | Tyrannosaurus rex                                                              |
|  |                                                                                |
|  | \| \| Tarbosaurus bataar \| \| \| \| \| \| Zhuchengtyrannus magnus \| \| \| \| |
|  |                                                                                |
|  | Tarbosaurus bataar                                                             |
|  |                                                                                |
|  | Zhuchengtyrannus magnus                                                        |
|  |                                                                                |

|  | Tarbosaurus bataar      |
|  |                         |
|  | Zhuchengtyrannus magnus |
|  |                         |

|  | Tyrannosaurus rex                                                              |
|  |                                                                                |
|  | \| \| Tarbosaurus bataar \| \| \| \| \| \| Zhuchengtyrannus magnus \| \| \| \| |
|  |                                                                                |
|  | Tarbosaurus bataar                                                             |
|  |                                                                                |
|  | Zhuchengtyrannus magnus                                                        |
|  |                                                                                |

|  | Tarbosaurus bataar      |
|  |                         |
|  | Zhuchengtyrannus magnus |
|  |                         |

|  | Tyrannosaurus rex                                                              |
|  |                                                                                |
|  | \| \| Tarbosaurus bataar \| \| \| \| \| \| Zhuchengtyrannus magnus \| \| \| \| |
|  |                                                                                |
|  | Tarbosaurus bataar                                                             |
|  |                                                                                |
|  | Zhuchengtyrannus magnus                                                        |
|  |                                                                                |

|  | Tarbosaurus bataar      |
|  |                         |
|  | Zhuchengtyrannus magnus |
|  |                         |

|  | Tyrannosaurus rex                                                              |
|  |                                                                                |
|  | \| \| Tarbosaurus bataar \| \| \| \| \| \| Zhuchengtyrannus magnus \| \| \| \| |
|  |                                                                                |
|  | Tarbosaurus bataar                                                             |
|  |                                                                                |
|  | Zhuchengtyrannus magnus                                                        |
|  |                                                                                |

|  | Tarbosaurus bataar      |
|  |                         |
|  | Zhuchengtyrannus magnus |
|  |                         |

|  | Tyrannosaurus rex                                                              |
|  |                                                                                |
|  | \| \| Tarbosaurus bataar \| \| \| \| \| \| Zhuchengtyrannus magnus \| \| \| \| |
|  |                                                                                |
|  | Tarbosaurus bataar                                                             |
|  |                                                                                |
|  | Zhuchengtyrannus magnus                                                        |
|  |                                                                                |

|  | Tarbosaurus bataar      |
|  |                         |
|  | Zhuchengtyrannus magnus |
|  |                         |

|  | Tyrannosaurus rex                                                              |
|  |                                                                                |
|  | \| \| Tarbosaurus bataar \| \| \| \| \| \| Zhuchengtyrannus magnus \| \| \| \| |
|  |                                                                                |
|  | Tarbosaurus bataar                                                             |
|  |                                                                                |
|  | Zhuchengtyrannus magnus                                                        |
|  |                                                                                |

|  | Tarbosaurus bataar      |
|  |                         |
|  | Zhuchengtyrannus magnus |
|  |                         |

|  | Tyrannosaurus rex                                                              |
|  |                                                                                |
|  | \| \| Tarbosaurus bataar \| \| \| \| \| \| Zhuchengtyrannus magnus \| \| \| \| |
|  |                                                                                |
|  | Tarbosaurus bataar                                                             |
|  |                                                                                |
|  | Zhuchengtyrannus magnus                                                        |
|  |                                                                                |

|  | Tarbosaurus bataar      |
|  |                         |
|  | Zhuchengtyrannus magnus |
|  |                         |

|  | Tyrannosaurus rex                                                              |
|  |                                                                                |
|  | \| \| Tarbosaurus bataar \| \| \| \| \| \| Zhuchengtyrannus magnus \| \| \| \| |
|  |                                                                                |
|  | Tarbosaurus bataar                                                             |
|  |                                                                                |
|  | Zhuchengtyrannus magnus                                                        |
|  |                                                                                |

|  | Tarbosaurus bataar      |
|  |                         |
|  | Zhuchengtyrannus magnus |
|  |                         |

|  | Tyrannosaurus rex                                                              |
|  |                                                                                |
|  | \| \| Tarbosaurus bataar \| \| \| \| \| \| Zhuchengtyrannus magnus \| \| \| \| |
|  |                                                                                |
|  | Tarbosaurus bataar                                                             |
|  |                                                                                |
|  | Zhuchengtyrannus magnus                                                        |
|  |                                                                                |

|  | Tarbosaurus bataar      |
|  |                         |
|  | Zhuchengtyrannus magnus |
|  |                         |

|  | Tyrannosaurus rex                                                              |
|  |                                                                                |
|  | \| \| Tarbosaurus bataar \| \| \| \| \| \| Zhuchengtyrannus magnus \| \| \| \| |
|  |                                                                                |
|  | Tarbosaurus bataar                                                             |
|  |                                                                                |
|  | Zhuchengtyrannus magnus                                                        |
|  |                                                                                |

|  | Tarbosaurus bataar      |
|  |                         |
|  | Zhuchengtyrannus magnus |
|  |                         |

|  | Tyrannosaurus rex                                                              |
|  |                                                                                |
|  | \| \| Tarbosaurus bataar \| \| \| \| \| \| Zhuchengtyrannus magnus \| \| \| \| |
|  |                                                                                |
|  | Tarbosaurus bataar                                                             |
|  |                                                                                |
|  | Zhuchengtyrannus magnus                                                        |
|  |                                                                                |

|  | Tarbosaurus bataar      |
|  |                         |
|  | Zhuchengtyrannus magnus |
|  |                         |

|  | Tyrannosaurus rex                                                              |
|  |                                                                                |
|  | \| \| Tarbosaurus bataar \| \| \| \| \| \| Zhuchengtyrannus magnus \| \| \| \| |
|  |                                                                                |
|  | Tarbosaurus bataar                                                             |
|  |                                                                                |
|  | Zhuchengtyrannus magnus                                                        |
|  |                                                                                |

|  | Tarbosaurus bataar      |
|  |                         |
|  | Zhuchengtyrannus magnus |
|  |                         |

|  | Tyrannosaurus rex                                                              |
|  |                                                                                |
|  | \| \| Tarbosaurus bataar \| \| \| \| \| \| Zhuchengtyrannus magnus \| \| \| \| |
|  |                                                                                |
|  | Tarbosaurus bataar                                                             |
|  |                                                                                |
|  | Zhuchengtyrannus magnus                                                        |
|  |                                                                                |

|  | Tarbosaurus bataar      |
|  |                         |
|  | Zhuchengtyrannus magnus |
|  |                         |

|  | Tyrannosaurus rex                                                              |
|  |                                                                                |
|  | \| \| Tarbosaurus bataar \| \| \| \| \| \| Zhuchengtyrannus magnus \| \| \| \| |
|  |                                                                                |
|  | Tarbosaurus bataar                                                             |
|  |                                                                                |
|  | Zhuchengtyrannus magnus                                                        |
|  |                                                                                |

|  | Tarbosaurus bataar      |
|  |                         |
|  | Zhuchengtyrannus magnus |
|  |                         |

|  | Tyrannosaurus rex                                                              |
|  |                                                                                |
|  | \| \| Tarbosaurus bataar \| \| \| \| \| \| Zhuchengtyrannus magnus \| \| \| \| |
|  |                                                                                |
|  | Tarbosaurus bataar                                                             |
|  |                                                                                |
|  | Zhuchengtyrannus magnus                                                        |
|  |                                                                                |

|  | Tarbosaurus bataar      |
|  |                         |
|  | Zhuchengtyrannus magnus |
|  |                         |

|  | Tyrannosaurus rex                                                              |
|  |                                                                                |
|  | \| \| Tarbosaurus bataar \| \| \| \| \| \| Zhuchengtyrannus magnus \| \| \| \| |
|  |                                                                                |
|  | Tarbosaurus bataar                                                             |
|  |                                                                                |
|  | Zhuchengtyrannus magnus                                                        |
|  |                                                                                |

|  | Tarbosaurus bataar      |
|  |                         |
|  | Zhuchengtyrannus magnus |
|  |                         |

|  | Tyrannosaurus rex                                                              |
|  |                                                                                |
|  | \| \| Tarbosaurus bataar \| \| \| \| \| \| Zhuchengtyrannus magnus \| \| \| \| |
|  |                                                                                |
|  | Tarbosaurus bataar                                                             |
|  |                                                                                |
|  | Zhuchengtyrannus magnus                                                        |
|  |                                                                                |

|  | Tarbosaurus bataar      |
|  |                         |
|  | Zhuchengtyrannus magnus |
|  |                         |

|  | Tyrannosaurus rex                                                              |
|  |                                                                                |
|  | \| \| Tarbosaurus bataar \| \| \| \| \| \| Zhuchengtyrannus magnus \| \| \| \| |
|  |                                                                                |
|  | Tarbosaurus bataar                                                             |
|  |                                                                                |
|  | Zhuchengtyrannus magnus                                                        |
|  |                                                                                |

|  | Tarbosaurus bataar      |
|  |                         |
|  | Zhuchengtyrannus magnus |
|  |                         |

|  | Tyrannosaurus rex                                                              |
|  |                                                                                |
|  | \| \| Tarbosaurus bataar \| \| \| \| \| \| Zhuchengtyrannus magnus \| \| \| \| |
|  |                                                                                |
|  | Tarbosaurus bataar                                                             |
|  |                                                                                |
|  | Zhuchengtyrannus magnus                                                        |
|  |                                                                                |

|  | Tarbosaurus bataar      |
|  |                         |
|  | Zhuchengtyrannus magnus |
|  |                         |

|  | Tyrannosaurus rex                                                              |
|  |                                                                                |
|  | \| \| Tarbosaurus bataar \| \| \| \| \| \| Zhuchengtyrannus magnus \| \| \| \| |
|  |                                                                                |
|  | Tarbosaurus bataar                                                             |
|  |                                                                                |
|  | Zhuchengtyrannus magnus                                                        |
|  |                                                                                |

|  | Tarbosaurus bataar      |
|  |                         |
|  | Zhuchengtyrannus magnus |
|  |                         |

|  | Tyrannosaurus rex                                                              |
|  |                                                                                |
|  | \| \| Tarbosaurus bataar \| \| \| \| \| \| Zhuchengtyrannus magnus \| \| \| \| |
|  |                                                                                |
|  | Tarbosaurus bataar                                                             |
|  |                                                                                |
|  | Zhuchengtyrannus magnus                                                        |
|  |                                                                                |

|  | Tarbosaurus bataar      |
|  |                         |
|  | Zhuchengtyrannus magnus |
|  |                         |

|  | Tyrannosaurus rex                                                              |
|  |                                                                                |
|  | \| \| Tarbosaurus bataar \| \| \| \| \| \| Zhuchengtyrannus magnus \| \| \| \| |
|  |                                                                                |
|  | Tarbosaurus bataar                                                             |
|  |                                                                                |
|  | Zhuchengtyrannus magnus                                                        |
|  |                                                                                |

|  | Tarbosaurus bataar      |
|  |                         |
|  | Zhuchengtyrannus magnus |
|  |                         |

|  | Tyrannosaurus rex                                                              |
|  |                                                                                |
|  | \| \| Tarbosaurus bataar \| \| \| \| \| \| Zhuchengtyrannus magnus \| \| \| \| |
|  |                                                                                |
|  | Tarbosaurus bataar                                                             |
|  |                                                                                |
|  | Zhuchengtyrannus magnus                                                        |
|  |                                                                                |

|  | Tarbosaurus bataar      |
|  |                         |
|  | Zhuchengtyrannus magnus |
|  |                         |

|  | Tyrannosaurus rex                                                              |
|  |                                                                                |
|  | \| \| Tarbosaurus bataar \| \| \| \| \| \| Zhuchengtyrannus magnus \| \| \| \| |
|  |                                                                                |
|  | Tarbosaurus bataar                                                             |
|  |                                                                                |
|  | Zhuchengtyrannus magnus                                                        |
|  |                                                                                |

|  | Tarbosaurus bataar      |
|  |                         |
|  | Zhuchengtyrannus magnus |
|  |                         |

|  | Tyrannosaurus rex                                                              |
|  |                                                                                |
|  | \| \| Tarbosaurus bataar \| \| \| \| \| \| Zhuchengtyrannus magnus \| \| \| \| |
|  |                                                                                |
|  | Tarbosaurus bataar                                                             |
|  |                                                                                |
|  | Zhuchengtyrannus magnus                                                        |
|  |                                                                                |

|  | Tarbosaurus bataar      |
|  |                         |
|  | Zhuchengtyrannus magnus |
|  |                         |

|  | Tyrannosaurus rex                                                              |
|  |                                                                                |
|  | \| \| Tarbosaurus bataar \| \| \| \| \| \| Zhuchengtyrannus magnus \| \| \| \| |
|  |                                                                                |
|  | Tarbosaurus bataar                                                             |
|  |                                                                                |
|  | Zhuchengtyrannus magnus                                                        |
|  |                                                                                |

|  | Tarbosaurus bataar      |
|  |                         |
|  | Zhuchengtyrannus magnus |
|  |                         |

|  | Tyrannosaurus rex                                                              |
|  |                                                                                |
|  | \| \| Tarbosaurus bataar \| \| \| \| \| \| Zhuchengtyrannus magnus \| \| \| \| |
|  |                                                                                |
|  | Tarbosaurus bataar                                                             |
|  |                                                                                |
|  | Zhuchengtyrannus magnus                                                        |
|  |                                                                                |

|  | Tarbosaurus bataar      |
|  |                         |
|  | Zhuchengtyrannus magnus |
|  |                         |

|  | Tyrannosaurus rex                                                              |
|  |                                                                                |
|  | \| \| Tarbosaurus bataar \| \| \| \| \| \| Zhuchengtyrannus magnus \| \| \| \| |
|  |                                                                                |
|  | Tarbosaurus bataar                                                             |
|  |                                                                                |
|  | Zhuchengtyrannus magnus                                                        |
|  |                                                                                |

|  | Tarbosaurus bataar      |
|  |                         |
|  | Zhuchengtyrannus magnus |
|  |                         |

A continuación se muestra el cladograma de Tyrannosauridae basado en el análisis filogenético realizado por Carr et al. de 2005

| void | Daspletosaurus |
|      | Daspletosaurus |
|      | \| void \| Tyrannosaurus bataar (Tarbosaurus bataar*) \| \| \| Tyrannosaurus bataar (Tarbosaurus bataar*) \| \| \| Tyrannosaurus rex \| \| \| \| |
|      | |
| void | Tyrannosaurus bataar (Tarbosaurus bataar*) |
|      | Tyrannosaurus bataar (Tarbosaurus bataar*) |
|      | Tyrannosaurus rex |
|      | |

| void | Tyrannosaurus bataar (Tarbosaurus bataar*) |
|      | Tyrannosaurus bataar (Tarbosaurus bataar*) |
|      | Tyrannosaurus rex                          |
|      |                                            |

| void | Daspletosaurus |
|      | Daspletosaurus |
|      | \| void \| Tyrannosaurus bataar (Tarbosaurus bataar*) \| \| \| Tyrannosaurus bataar (Tarbosaurus bataar*) \| \| \| Tyrannosaurus rex \| \| \| \| |
|      | |
| void | Tyrannosaurus bataar (Tarbosaurus bataar*) |
|      | Tyrannosaurus bataar (Tarbosaurus bataar*) |
|      | Tyrannosaurus rex |
|      | |

| void | Tyrannosaurus bataar (Tarbosaurus bataar*) |
|      | Tyrannosaurus bataar (Tarbosaurus bataar*) |
|      | Tyrannosaurus rex                          |
|      |                                            |

| void | Daspletosaurus |
|      | Daspletosaurus |
|      | \| void \| Tyrannosaurus bataar (Tarbosaurus bataar*) \| \| \| Tyrannosaurus bataar (Tarbosaurus bataar*) \| \| \| Tyrannosaurus rex \| \| \| \| |
|      | |
| void | Tyrannosaurus bataar (Tarbosaurus bataar*) |
|      | Tyrannosaurus bataar (Tarbosaurus bataar*) |
|      | Tyrannosaurus rex |
|      | |

| void | Tyrannosaurus bataar (Tarbosaurus bataar*) |
|      | Tyrannosaurus bataar (Tarbosaurus bataar*) |
|      | Tyrannosaurus rex                          |
|      |                                            |

| void | Daspletosaurus |
|      | Daspletosaurus |
|      | \| void \| Tyrannosaurus bataar (Tarbosaurus bataar*) \| \| \| Tyrannosaurus bataar (Tarbosaurus bataar*) \| \| \| Tyrannosaurus rex \| \| \| \| |
|      | |
| void | Tyrannosaurus bataar (Tarbosaurus bataar*) |
|      | Tyrannosaurus bataar (Tarbosaurus bataar*) |
|      | Tyrannosaurus rex |
|      | |

| void | Tyrannosaurus bataar (Tarbosaurus bataar*) |
|      | Tyrannosaurus bataar (Tarbosaurus bataar*) |
|      | Tyrannosaurus rex                          |
|      |                                            |

*Nota: Carr et al. validan Tyrannosaurus bataar e invalidan Tarbosaurus bataar
A continuación se muestra el cladograma de Tyrannosauridae basado en el análisis filogenético realizado por Currie et al. de 2003

| void | Daspletosaurus                                                             |
|      | Daspletosaurus                                                             |
|      | \| void \| Tarbosaurus \| \| \| Tarbosaurus \| \| \| Alioramus \| \| \| \| |
|      |                                                                            |
| void | Tarbosaurus                                                                |
|      | Tarbosaurus                                                                |
|      | Alioramus                                                                  |
|      |                                                                            |

| void | Tarbosaurus |
|      | Tarbosaurus |
|      | Alioramus   |
|      |             |

| void | Nanotyrannus  |
|      | Nanotyrannus  |
|      | Tyrannosaurus |
|      |               |

| void | Daspletosaurus                                                             |
|      | Daspletosaurus                                                             |
|      | \| void \| Tarbosaurus \| \| \| Tarbosaurus \| \| \| Alioramus \| \| \| \| |
|      |                                                                            |
| void | Tarbosaurus                                                                |
|      | Tarbosaurus                                                                |
|      | Alioramus                                                                  |
|      |                                                                            |

| void | Tarbosaurus |
|      | Tarbosaurus |
|      | Alioramus   |
|      |             |

| void | Nanotyrannus  |
|      | Nanotyrannus  |
|      | Tyrannosaurus |
|      |               |

| void | Daspletosaurus                                                             |
|      | Daspletosaurus                                                             |
|      | \| void \| Tarbosaurus \| \| \| Tarbosaurus \| \| \| Alioramus \| \| \| \| |
|      |                                                                            |
| void | Tarbosaurus                                                                |
|      | Tarbosaurus                                                                |
|      | Alioramus                                                                  |
|      |                                                                            |

| void | Tarbosaurus |
|      | Tarbosaurus |
|      | Alioramus   |
|      |             |

| void | Nanotyrannus  |
|      | Nanotyrannus  |
|      | Tyrannosaurus |
|      |               |

| void | Daspletosaurus                                                             |
|      | Daspletosaurus                                                             |
|      | \| void \| Tarbosaurus \| \| \| Tarbosaurus \| \| \| Alioramus \| \| \| \| |
|      |                                                                            |
| void | Tarbosaurus                                                                |
|      | Tarbosaurus                                                                |
|      | Alioramus                                                                  |
|      |                                                                            |

| void | Tarbosaurus |
|      | Tarbosaurus |
|      | Alioramus   |
|      |             |

| void | Nanotyrannus  |
|      | Nanotyrannus  |
|      | Tyrannosaurus |
|      |               |

## Paleobiología

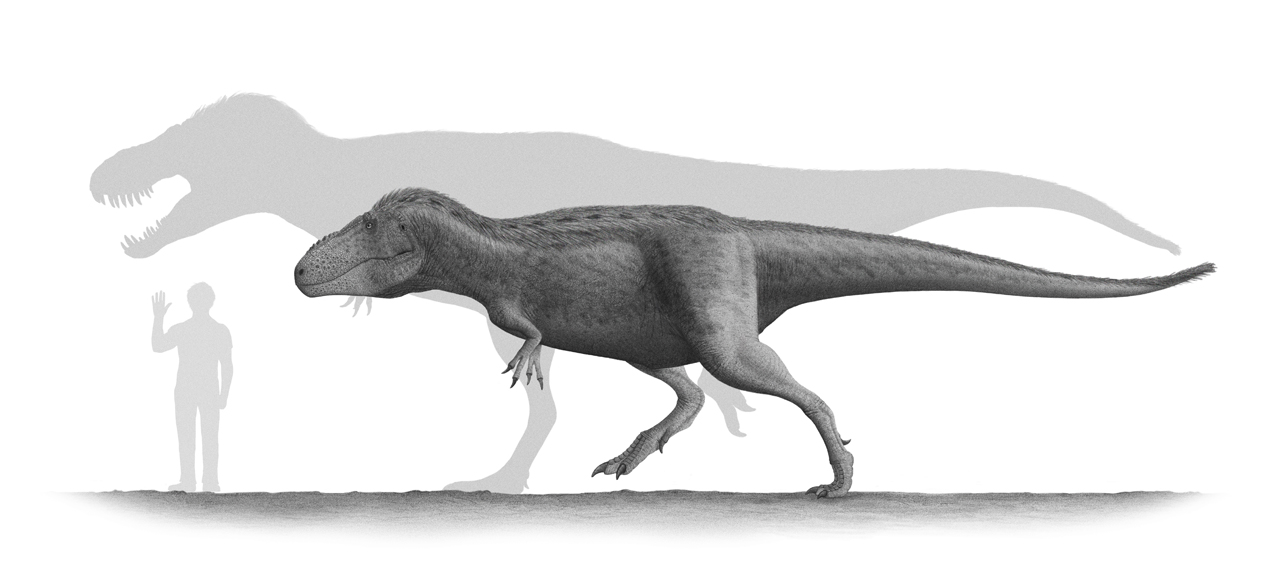
Restauración de un Tarbosaurus adulto y uno subadulto junto a un humano.

Como otros grandes tiranosáuridos, Tarbosaurus se conoce de material fósil relativamente abundante y bien preservado. De hecho, un cuarto de todos los fósiles recogidos de la Formación Nemegt pertenece a Tarbosaurus. Aun así Tarbosaurus no está tan bien estudiado como los tiranosáuridos norteamericanos, el material disponible ha permitido que los científicos extraigan limitadas conclusiones sobre su biología.

### Ontogenia
La mayoría de los especímenes de Tarbosaurus representan individuos adultos o subadultos, los juveniles siguen siendo muy raros. Sin embargo, el descubrimiento en 2006 de un individuo juvenil, MPC-D 107/7 que incluye un cráneo completo de 290 milímetros de largo se informó y describió en 2011 y proporciona información sobre la historia de vida de este dinosaurio. Este individuo probablemente tenía entre 2 y 3 años de edad en el momento de su muerte. En comparación con los cráneos de adultos, el cráneo juvenil tenía una construcción débil y los dientes eran delgados, lo que indica diferentes preferencias alimentarias en juveniles y adultos que reducen la competencia entre los diferentes grupos de edad. El examen de los anillos escleróticos en este Tarbosaurus juvenil sugiere que también pueden haber sido cazadores crepusculares o nocturnos. Si los Tarbosaurus adulto también eran nocturnos y actualmente se desconoce debido a la falta de evidencia fósil.

### Biomecánicacraneal

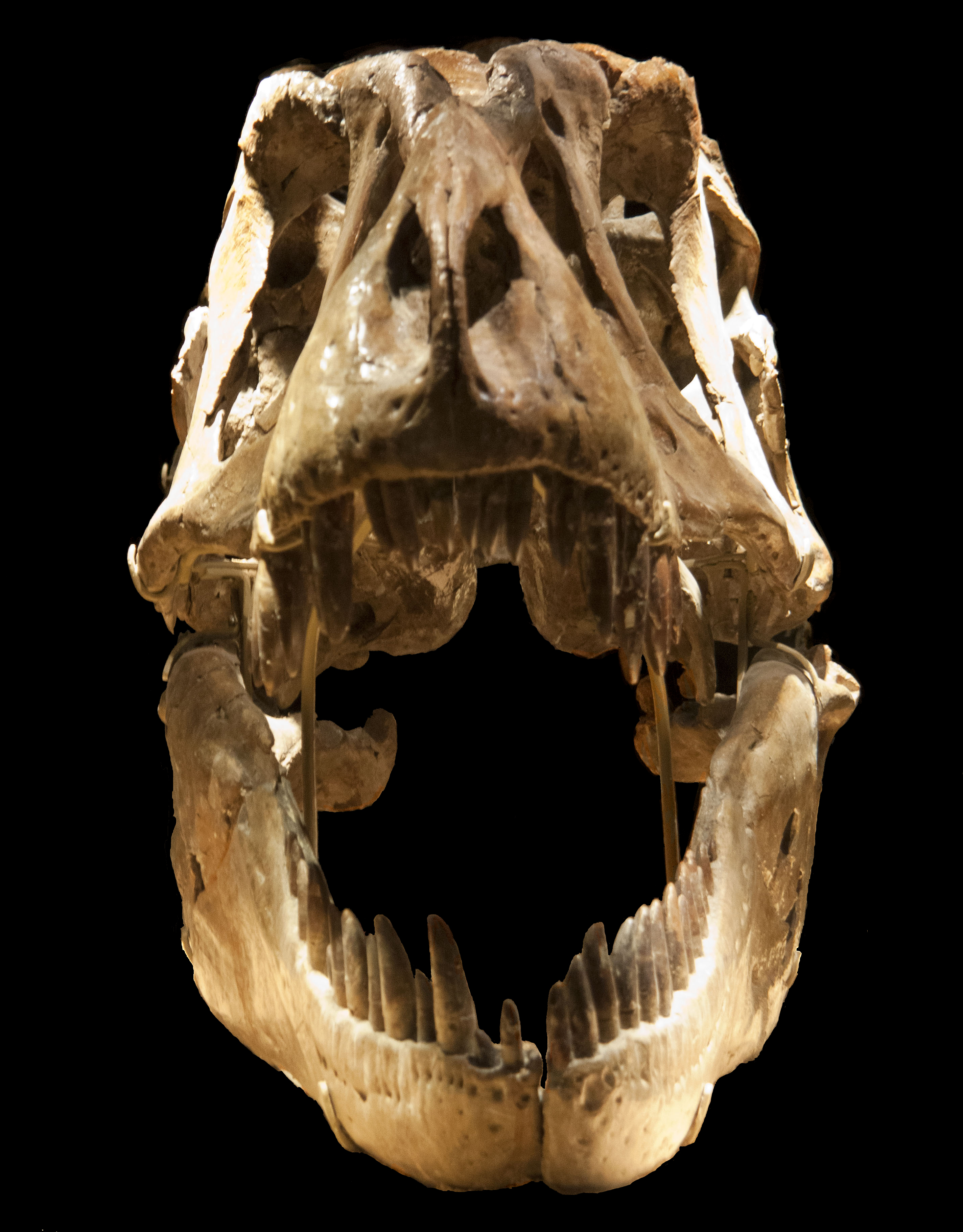
Cráneo visto de frente.

El cráneo de Tarbosaurus fue descrito totalmente por primera vez en 2003. Diferencias notables fueron conocidas por los científicos entre Tarbosaurus y los tiranosáuridos norteamericanos. Muchas de estas diferencias están relacionadas con la dirección de la tensiones por los huesos del cráneo durante una mordida. Cuando la quijada superior mordía hacia abajo en un objeto, la fuerza era transmitida para arriba a través del maxilar, el principal hueso en contener a los dientes de la quijada superior, a los huesos circundantes del cráneo. En los tiranosáuridos norteamericanos, esta fuerza fue del maxilar al hueso nasal fundido encima del hocico, que estaban conectados firmemente en la parte posterior con el hueso lacrimal por los puntales huesudos. Estos puntales trabaron los dos huesos juntos, sugiriendo que la fuerza entonces fue transmitida de los nasales a los lacrimales
Tarbosaurus carecía de esos puntales óseos, y la conexión entre los nasales y los lacrimales era débil. En su lugar, una proyección del maxilar se desarrolló fuertemente en Tarbosaurus y quedando dentro de una envoltura formada por el lacrimal. Esta proyección era una placa fina en los tiranosáuridos norteamericanos.Por el contrario, la proyección grande sugiere que la fuerza era transmitida más directamente del maxilar al lacrimal en Tarbosaurus. El lacrimal también se anclaba más firmemente al hueso frontal y prefrontal en Tarbosaurus. Las conexiones bien desarrolladas entre el maxilar, lacrimal, frontal y prefrontal habrían hecho a su quijada superior entera más rígida.
Otra diferencia principal entre Tarbosaurus y sus parientes norteamericanos eran su mandíbula inferior más rígida. Mientras que muchos terópodos, incluyendo los tiranosáuridos norteamericanos, tenían cierto grado de flexibilidad entre los huesos en la parte posterior de la mandíbula y el dentario en el frente, Tarbosaurus tuvo un mecanismo de bloqueo formado por un canto en la superficie del angular, que articulaba con un proceso del cuadrado en la parte posterior del dentario.
Algunos científicos presumen que el cráneo más rígido de Tarbosaurus era una adaptación para cazar a los masivos saurópodos titanosáuridos encontrados en la Formación Nemegt, que no existieron en la mayor parte de Norteamérica durante finales del Cretácico Superior. Las diferencias en mecánicos del cráneo también tienen un impacto en filogenia de los tiranosáuridos. Articulaciones semejantes a las de Tarbosaurus se ven también entre los huesos del cráneo del Alioramus de Mongolia, sugiriendo que este, y no  Tyrannosaurus, es el pariente más cercano de Tarbosaurus. Las semejanzas entre Tarbosaurus y Tyrannosaurus se deben a su gran tamaño y serían alcanzadas por evolución convergente.

### Estructura delcerebroy sentidos

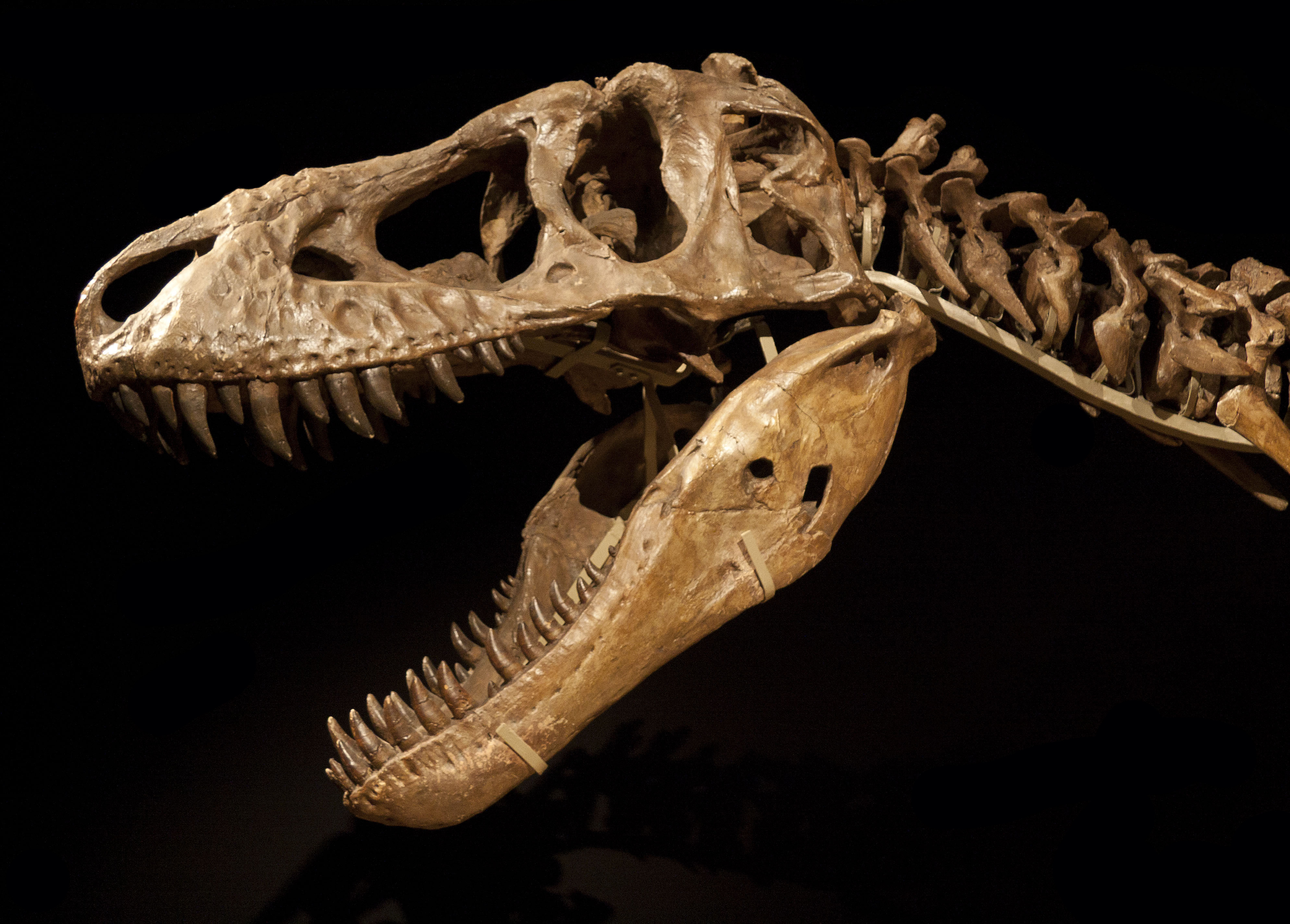
Cráneo y cuello reconstruidos.

Un cráneo de Tarbosaurus encontrado en 1948 por científicos de la expedición soviético-mongola, PIN 553-1, originalmente llamado Gorgosaurus lancinator, incluyó la cavidad del cráneo que sostuvo el cerebro. Se fabricó un molde de yeso del interior de esta cavidad que llevó a Maleev a hacer observaciones preliminares sobre la forma de un cerebro de Tarbosaurus. Un nuevo molde más detallado de goma de poliuretano ha permitido un estudio más detallado de la estructura y función del cerebro de Tarbosaurus.
La estructura del cerebro de Tyrannosaurus rex ha sido bien analizada, y Tarbosaurus es similar, difiriendo sólo en la posición de la salida de algunos nervios craneales, incluyendo el trigémino y nervio accesorio. Los cerebros de los tiranosáuridos son más similares al de los cocodrilos o reptiles que al de las aves. El volumen encefálico total para un tarbosaurio de 12 metros se estima en solo 184 centímetros cúbicos. El gran tamaño del bulbo olfativo, así como el nervio terminal y nervio olfativo, sugieren que Tarbosaurus tenía un afinado sentido del olfato, al igual que Tyrannosaurus. el bulbo vomeronasal es grande y diferenciado del bulbo olfatorio, indicando un bien desarrollado órgano de Jacobson, que era utilizado para detectar feromonas. Esto puede implicar que Tarbosaurus tenía comportamiento de apareamiento complejo. El nervio auditivo era también grande, sugiriendo un buen sentido del oído, que pudo haber sido útil la comunicación y conocimiento espacial. El nervio tenía un bien desarrollado componente vestibular también, que implica una gran capacidad de balance y coordinación. En cambio, los nervios y las estructuras del cerebro asociados a la vista eran más pequeños y subdesarrollados. El téctum, responsable del proceso visual en reptiles, era muy pequeño en Tarbosaurus, al igual que el nervio óptico y nervio oculomotor, que controla el movimiento de los ojos. A diferencia de Tyrannosaurus, que tenía ojos hacia adelante lo que proporcionaron un cierto grado de visión binocular, Tarbosaurus tenía un cráneo más estrecho más típico de otros tiranosáuridos en los cuales los ojos se colocaron sobre todo de lado. Todo esto sugiere que Tarbosaurus confiaba más en sus sentidos del olfato y oído que en su vista.

### Fuerza de mordida y alimentación
En 2001, Bruce Rothschild y otros publicaron un estudio que examinaba la evidencia de fracturas por estrés y avulsiones de tendones en dinosaurios terópodos y las implicaciones para su comportamiento. Dado que las fracturas por estrés son causadas por traumas repetidos en lugar de eventos singulares, es más probable que sean causadas por un comportamiento regular que otros tipos de lesiones. Ninguno de los dieciocho Tarbosaurus se encontró que los huesos del pie examinados en el estudio tenían una fractura por estrés, pero se encontró que uno de los diez huesos de la mano examinados tenía una. Las fracturas por estrés en las manos tienen un significado conductual especial en comparación con las que se encuentran en los pies, ya que las fracturas por estrés se pueden obtener al correr o durante la migración. Las lesiones en las manos, por el contrario, es más probable que se obtengan mientras están en contacto con presas que luchan. La presencia de fracturas por estrés y avulsiones de tendones, en general, proporciona evidencia de una dieta basada en la depredación "muy activa" en lugar de una alimentación obligada.
En cuanto a su fuerza de mordida, se reveló en 2005 que Tarbosaurus tenía una fuerza de mordida de alrededor de 38422,8 newtons de fuerza, lo que significa que posiblemente podría aplastar huesos como su pariente norteamericano, Tyrannosaurus.
David WE Hone y Mahito Watabe en 2011 informaron sobre el húmero izquierdo de un esqueleto de Saurolophus casi completo, MPC-D 100/764, de la localidad de Bügiin Tsav de la Formación Nemegt, que resultó gravemente dañado por marcas de mordeduras atribuidas a Tarbosaurus. Como sugiere la falta de daños en el resto del esqueleto, como grandes heridas en los restos óseos que indican depredación, este tiranosáurido probablemente estaba hurgando en un Saurolophus ya muerto. Es poco probable que un depredador de cuerpo grande como Tarbosaurus habría dejado escasos rastros de alimentación en un solo húmero que tenía un cadáver entero para alimentarse. El húmero muestra tres métodos distintivos de alimentación, interpretados como pinchazos, marcas de arrastre y marcas de mordida y arrastre. Hone y Watabe notaron que las marcas de mordeduras se ubicaban principalmente en la cresta deltopectoral, lo que sugiere que este Tarbosaurus estaba seleccionando activamente qué estilo de mordida emplear para limpiar el hueso.
En 2012, se informaron marcas de mordeduras en dos gastralia fragmentaria del espécimen holotipo del gran ornitomimosaurio Deinocheirus mirificus. El tamaño y la forma de las marcas de mordeduras coinciden con los dientes de Tarbosaurus, el depredador más grande conocido de la Formación Nemegt. Se identificaron varios tipos de rastros de alimentación, pinchazos, muescas, estrías, dientes fragmentados y combinaciones de las marcas anteriores. Las marcas de mordeduras probablemente representan un comportamiento de alimentación en lugar de agresión entre las especies, y el hecho de que no se hayan encontrado marcas de mordeduras en otras partes del cuerpo indica que el depredador se concentró en los órganos internos. Tarbosaurus también se han identificado marcas de mordeduras en fósiles de hadrosáuridos y saurópodos, pero las marcas de mordeduras de terópodos en huesos de otros terópodos son muy raras en el registro fósil. Un estudio de 2020 que involucró isótopos estables encontró que Tarbosaurus cazaba principalmente dinosaurios grandes en su entorno, sobre todo titanosaurios y hadrosaurios.

## Paleoecología

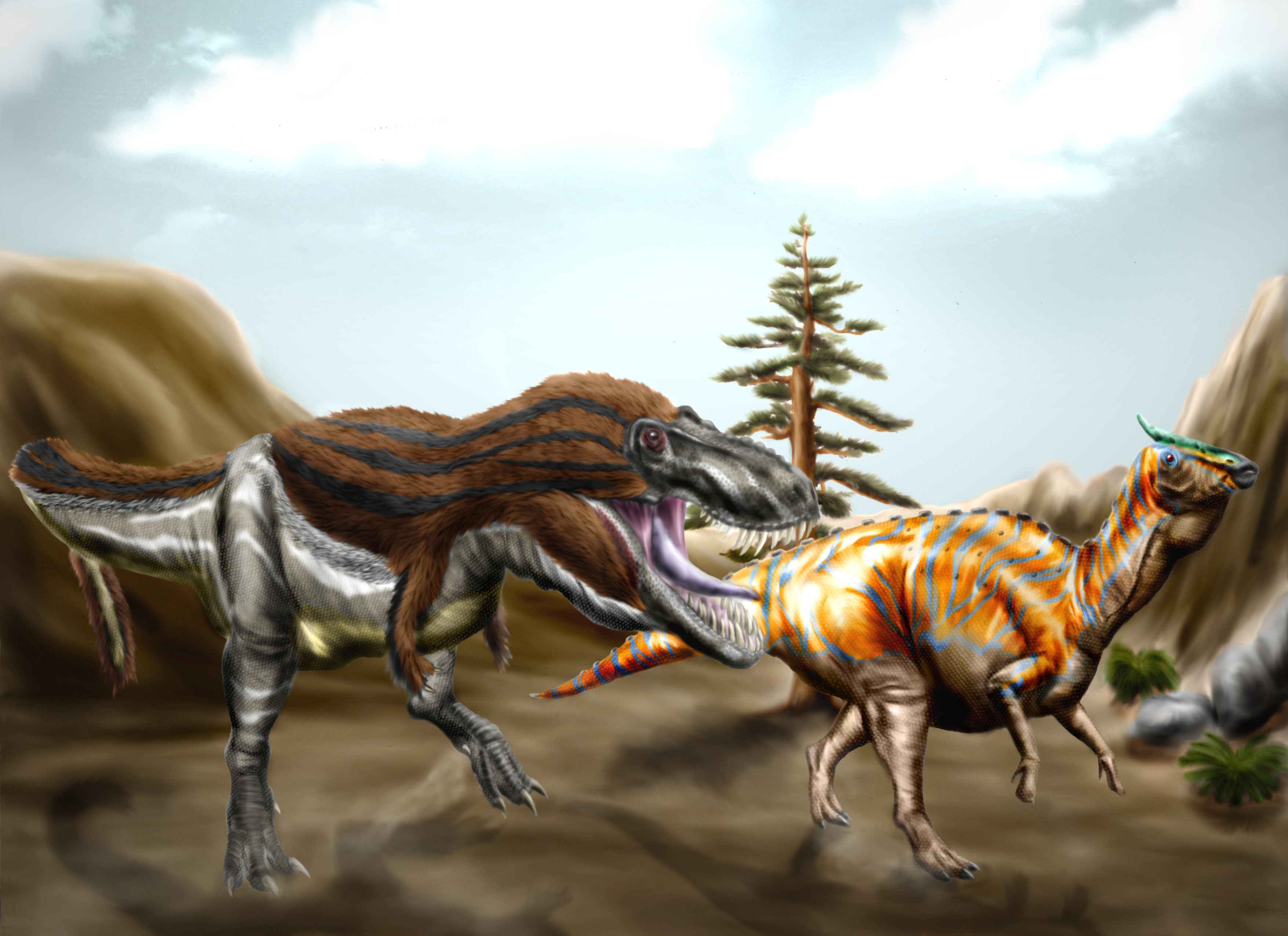
Un Tarbosaurus cazando a un Saurolophus.

La vasta mayoría de los fósiles de Tarbosaurus se conocen de la Formación Nemegt en el desierto de Gobi en el sur de Mongolia. Esta formación geológica nunca ha sido fechada radiométricamente, pero la fauna presente en el expediente fósil indica que fue depositada probablemente durante el Maastrichtiense, la etapa final del Cretácico Superior. Esta era se extiende desde 70 a 65 millones de años atrás. La Formación Subashi, en donde se encontró a Shanshanosaurus también pertenece al Maastrichtiense.

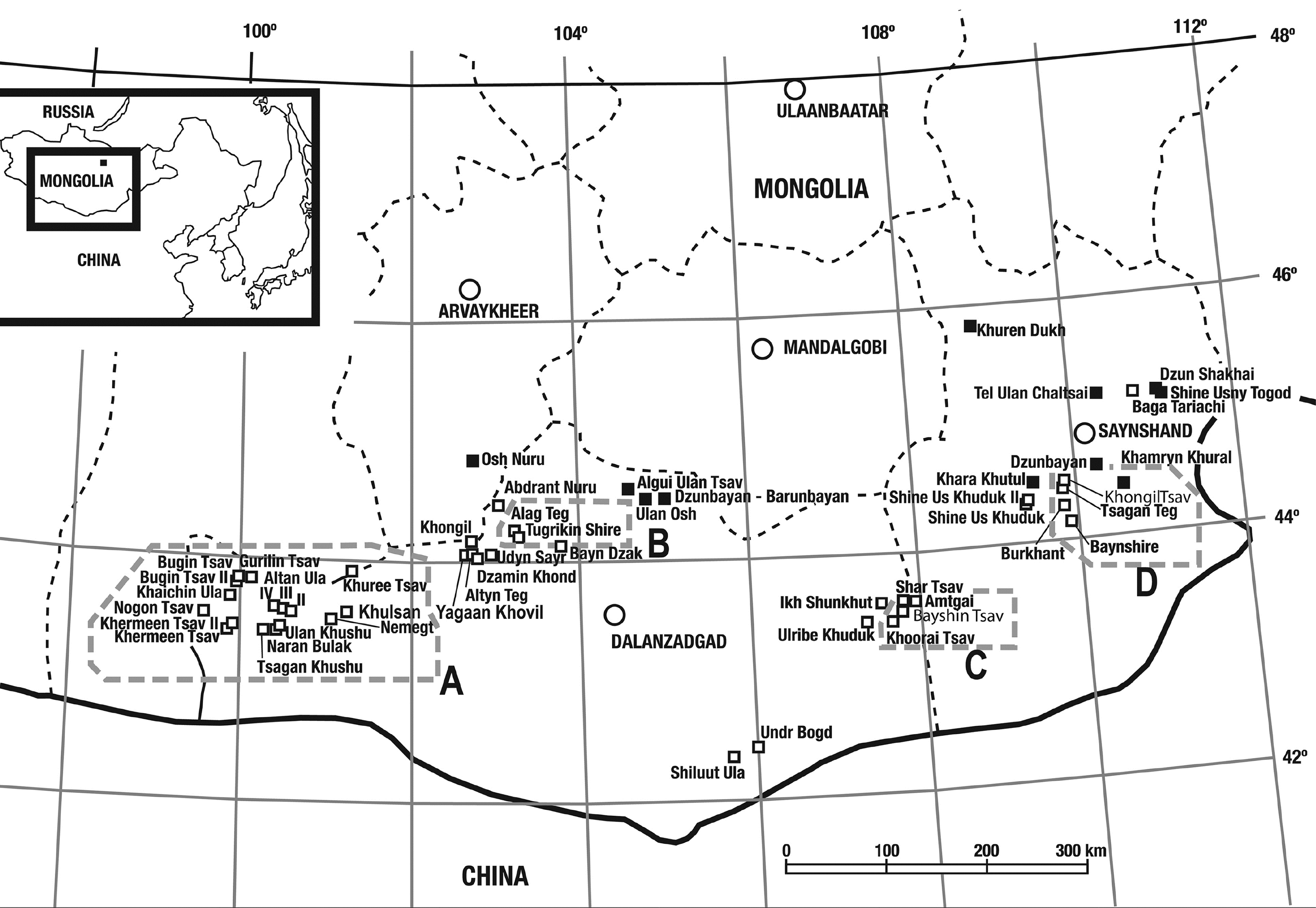
Localidades de fósiles de dinosaurios del Cretácico en Mongolia; Tarbosaurus fue recolectado en el área A (izquierda)

Los sedimentos de Nemegt representan canales de río y grandes depósitos de suelo que indican un clima más húmedo que los sugeridos por las subyacentes formaciones de Barun Goyot y de Djadochta. Sin embargo, los depósitos del caliche indican por lo menos sequías periódicas. El sedimento fue depositado en los canales y terrenos aluvionales de grandes ríos. Las facies rocosas de esta formación sugieren la presencia de marismas y lagos poco profundos. Los sedimentos también indican que existía un hábitat rico, que ofrecía alimentos diversos en cantidades abundantes que podrían sustentar a los dinosaurios masivos del Cretácico. Los fósiles de un tiranosaurio no identificado de la más antigua Formación Djadochta, que se parecen mucho a los de Tarbosaurus , pueden indicar que también vivió en una época anterior y en un ecosistema más árido que el de Nemegt. Se encuentran ocasionales fósiles de moluscos, así como una variedad de otros animales acuáticos como peces y tortugas, y cocodrilos incluidas varias especies de Shamosuchus, un género con dientes adaptados para aplastar conchas. Los fósiles de mamíferos son excesivamente raros en la formación Nemegt, pero muchas aves se conocen, incluyendo el enatiornite Gurilynia y el hesperornite Judinornis, así como Teviornis, un representante temprano de las aún existentes Anseriformes (aves acuáticas), un orden de neornites.

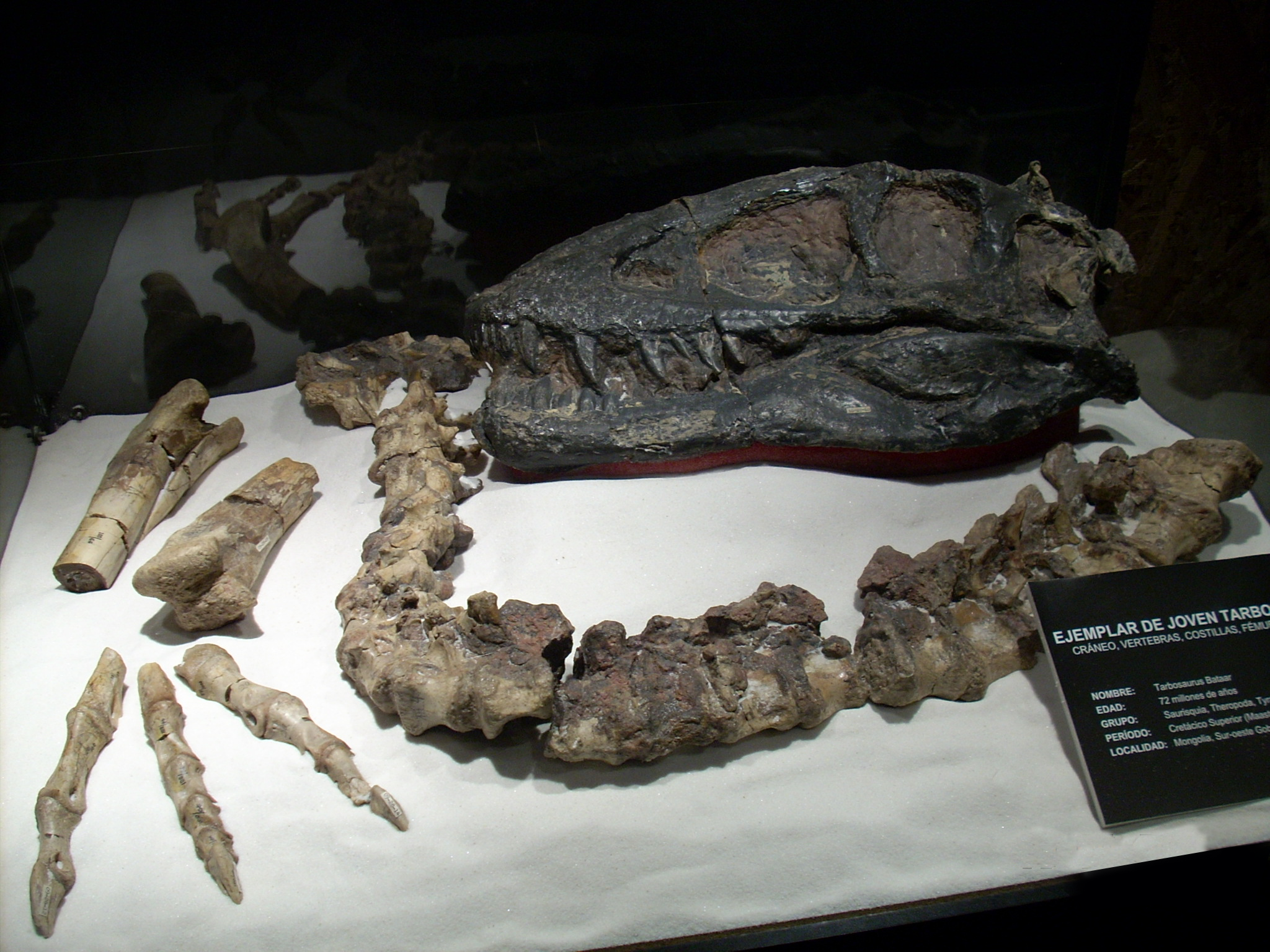
Fósil de un ejemplar juvenil de Tarbosaurus.

Los científicos han descrito muchos dinosaurios del Nemegt, incluyendo anquilosáuridos tal como Tarchia y paquicefalosáuridos como Homalocephale y Prenocephale. Siendo por mucho el depredador más grande de su tiempo, un adulto Tarbosaurus habría cazado muy probablemente sobre todo hadrosáuridos grandes como Saurolophus y Barsboldia  o saurópodos tales como Nemegtosaurus y Opisthocoelicaudia. Los adultos habrían recibido poca competencia de pequeños terópodos tales como troodóntidos como Borogovia, Tochisaurus, Saurornithoides, oviraptóridos como Elmisaurus, Nemegtomaia, Rinchenia o el a veces considerado como tiranosáurido basal Bagaraatan. Otros terópodos, como el gigantesco Therizinosaurus, puede haber sido herbívoro, y ornitomimosaurianos tal como Anserimimus, Gallimimus y Deinocheirus pudieron haber sido omnívoros que cazaban solamente pequeñas presas y no eran por lo tanto ninguna competencia para Tarbosaurus. Sin embargo, como en otros tiranosáuridos grandes así como en el dragón de Komodo moderno, los jóvenes y los subadultos de Tarbosaurus pueden haber llenado nichos ecológicos intermedios entre los adultos gigantes y estos terópodos más pequeños.